# Boletus pinophilus
Pour les articles homonymes, voir Boletus pinicola.
Cèpe des pins
Espèce
Statut de conservation UICN

 LC  : Préoccupation mineure
Boletus pinophilus, le Cèpe des pins ou Cèpe acajou, autrefois Boletus pinicola, est une espèce de champignons basidiomycètes appartenant au genre Boletus et classé dans la famille des Boletaceae. Il fait partie, avec Boletus aereus, Boletus edulis et Boletus reticulatus, des quatre espèces de bolets "nobles" ; les Cèpes, mais il en est sans doute le moins connu. Cet excellent comestible est caractérisé par son chapeau ridé de couleur bordeaux, sa tendance hygrophile montagnarde et son affiliation aux conifères, notamment aux pins, bien qu'il puisse occasionnellement pousser aussi sous feuillus.

## Taxonomie

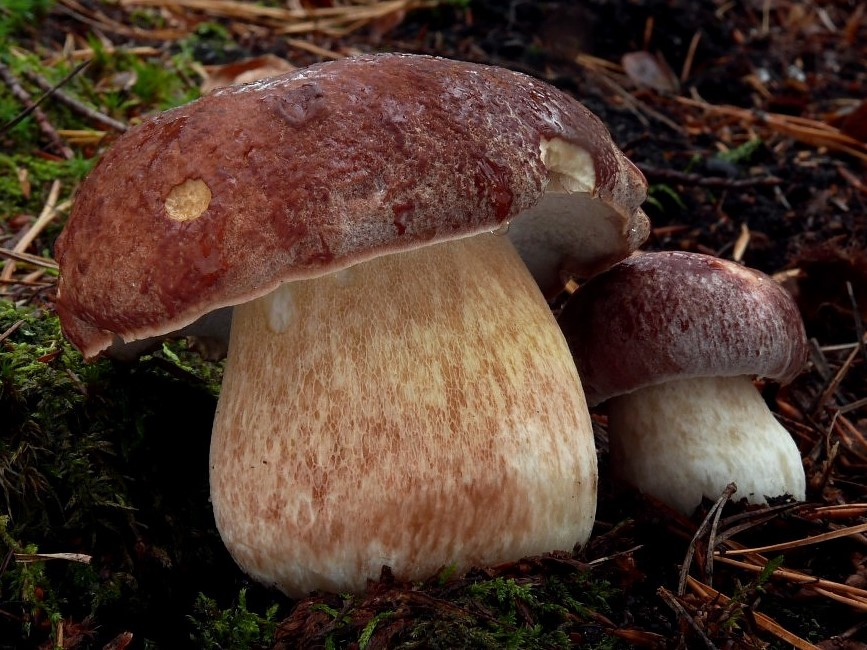
Deux sporophores de B. pinophilus en République Tchèque.

Le nom correct complet (avec auteur) de ce taxon est Boletus pinophilus Pilát & Dermek.

### Synonymes
Boletus pinophilus a pour synonymes :
- Boletus aestivalis var. pinicola (Vittad.) Sacc.
- Boletus edulis f. pinicola (Vitt.) Konr. & Maubl.
- Boletus edulis f. pinicola (Vittad.) Vassilkov
- Boletus edulis var. fuscoruber (Forquignon) Bataille
- Boletus edulis var. pinicola (Vitt.) Konr. & Maubl.
- Boletus edulis var. pinicola Vittad.
- Boletus fuscoruber Forquignon
- Boletus pinicola var. fuscoruber Forquignon
- Boletus pinicola (Vittad.) A.Venturi
- Boletus pinicola (Vittad.) Rea
- Boletus pinophilus f. frondosophilus Klofac & Krisai
- Boletus pinophilus f. fuscoruber (Forq.) Estadès & Lannoy
- Boletus pinophilus var. viridicaerulescens Estadès & Lannoy
- Dictyopus edulis var. fuscoruber Forq.

### Phylogénie
Boletus pinophilus était autrefois considéré comme une variété de Boletus edulis (var. pinicola) est maintenant une espèce à part entière et fait partie du clade Boletus rex-veris, qui est un des cinq clades de Boletus edulis sensu lato. Les études phylogénétiques démontrent qu'il s'agit d'une espèce bien individualisée qui est antérieure au clade des edulis stricto sensu, et qu'il est proche des espèces américaines Boletus rex-veris et Boletus fibrillosus.

### Étymologie
L'épithète spécifique pinophilus est un mélange du latin pinus « pin », et du grec ancien philus « aimer », faisant référence à l'inféodation typique aux pins de cette espèce.

### Noms vulgaires et vernaculaires
Ce taxon porte en français le nom vernaculaire ou normalisé suivant : Cèpe des pins,., parfois orthographié Cèpe de pin. On utilise également moins fréquemment les noms de Cèpe acajou ou Cèpe des pins de montagne.

#### Ambiguïté du nom vernaculaire normalisé et usage abusif
Il existe une ambiguïté et une confusion quant à l'espèce réellement désignée par le terme de "Cèpe des pins". L'espèce à laquelle revient ce nom est uniquement celle-ci, Boletus pinophilus. Le terme de Cèpe des pins est souvent employé de façon abusive et arbitraire pour désigner d'autres bolets. Pour une explication plus ample sur l'ambiguïté du nom, voir Cèpe des pins (homonymie).

### Noms vernaculaires dans d'autres langues
- Italien : Porcino Rosso, Porcino Pinicola,  Porcino dei Pini, Porcino di Pineta, Bertone, Brisa rossa, Rigorsella, Vermalin
- Espagnol : Boleto pinícola
- Tchèque : Hřib borový
- Allemand : Kiefern-Steinpilz, Rothütiger Steinpilz
- Anglais : Pine bolete, Pinewood king bolete
- Hongrois : Vörösbarna vargánya
- Norvégien : Rødbrun steinsopp
- Polonais : Borowik sosnowy
- Roumain : Hrib de pin
- Finnois : Männynherkkutatti
- Néerlandais : Denne-eekhoorntjesbrood
- Suédois : Rödbrun stensopp[6]

## Description du sporophore

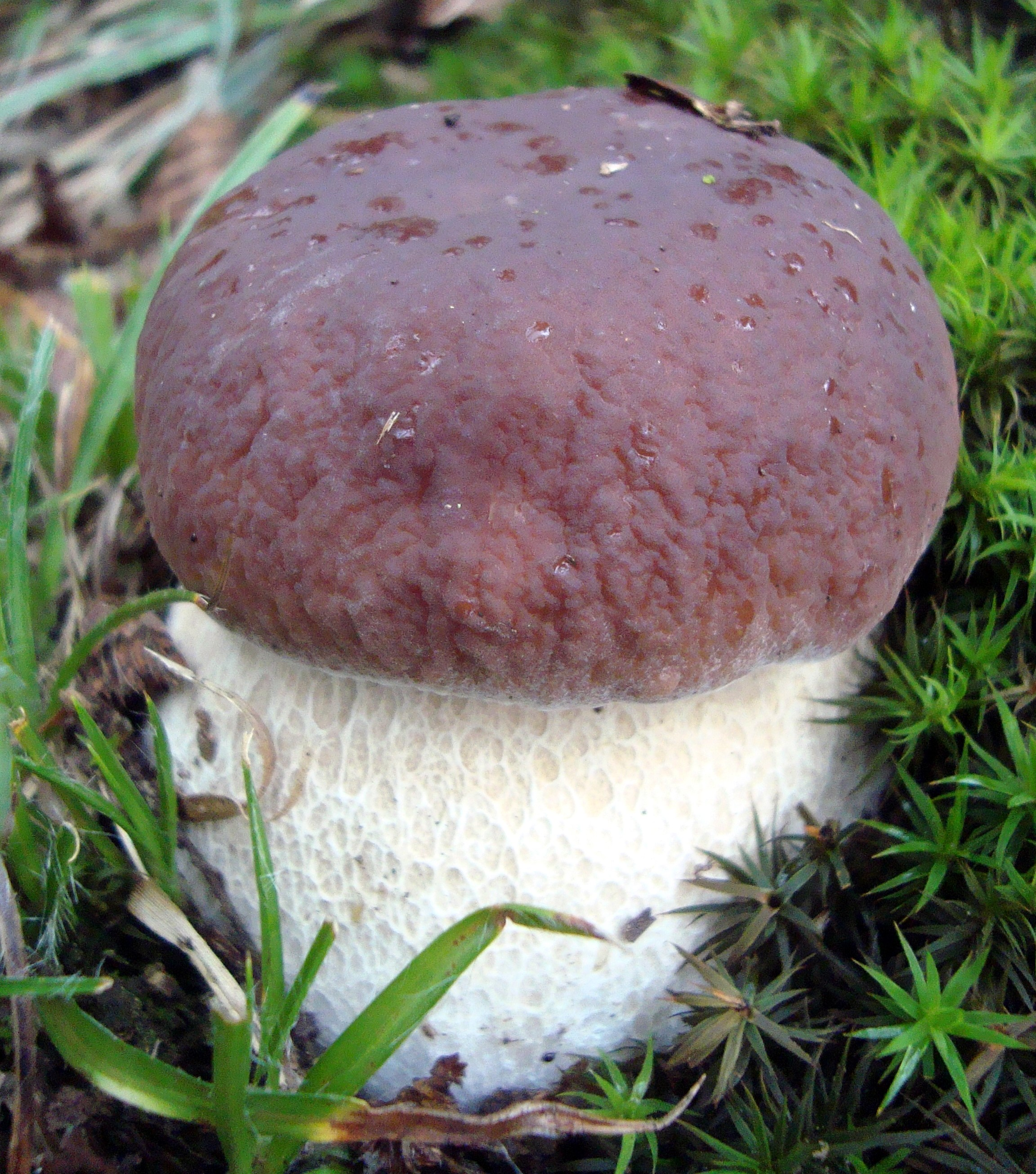
Jeune Cèpe des pins en "bouchon de champagne".

Le Cèpe des pins est un bolet. Les bolets sont des champignons dont l’hyménophore à tubes, terminés par des pores, se sépare facilement de la chair du chapeau, avec un pied central assez épais et une chair compacte. Ils ont un chapeau rond, recouvert d'une cuticule, devenant convexe à mesure qu’ils vieillissent. Les caractéristiques morphologiques de B. pinophilus sont les suivantes :
Son chapeau mesure de 4 à 25 cm de diamètre. Ferme, il est de couleur bordeaux, brun-rouge, brun roux, brun ochracé à acajou, roux marron, acajou, souvent assez uniforme, mais prenant facilement des teintes plus claires avec l'humidité ou l'âge, marron clair, sans jaune. Sa surface est souvent ridée, finement grumeleuse-cabossée, parfois poudrée de blanc (pruine) sur le bord, chez les jeunes spécimens au moins. Sa marge est lisse, parfois lobée.
L'hyménophore présente des tubes d'abord blancs puis jaunes et enfin olivâtres à maturité, comme chez les autres Cèpes. Les pores sont serrés, fins, ronds, concolores aux tubes. La sporée est olivâtre.
Son stipe (pied) mesure de 5 à 15 cm de haut pour 3 à 8 cm de large. Il est de couleur blanc ou rosâtre clair au sommet et ocre brun à brun roussâtre à la base avec un réseau blanc dans les 2/3 supérieurs et qui s'assombrit vers le bas du pied. Obèse dans sa jeunesse, il reste souvent trapu à maturité.

La chair est ferme et épaisse, compacte, blanche, immuable, sauf sous la cuticule du chapeau où elle peut prendre une teinte très légèrement rosée ou vineuse. Sa saveur est douce et son odeur est agréable, d'écale de noix puis un peu iodée.

Principaux caractères distinctifs
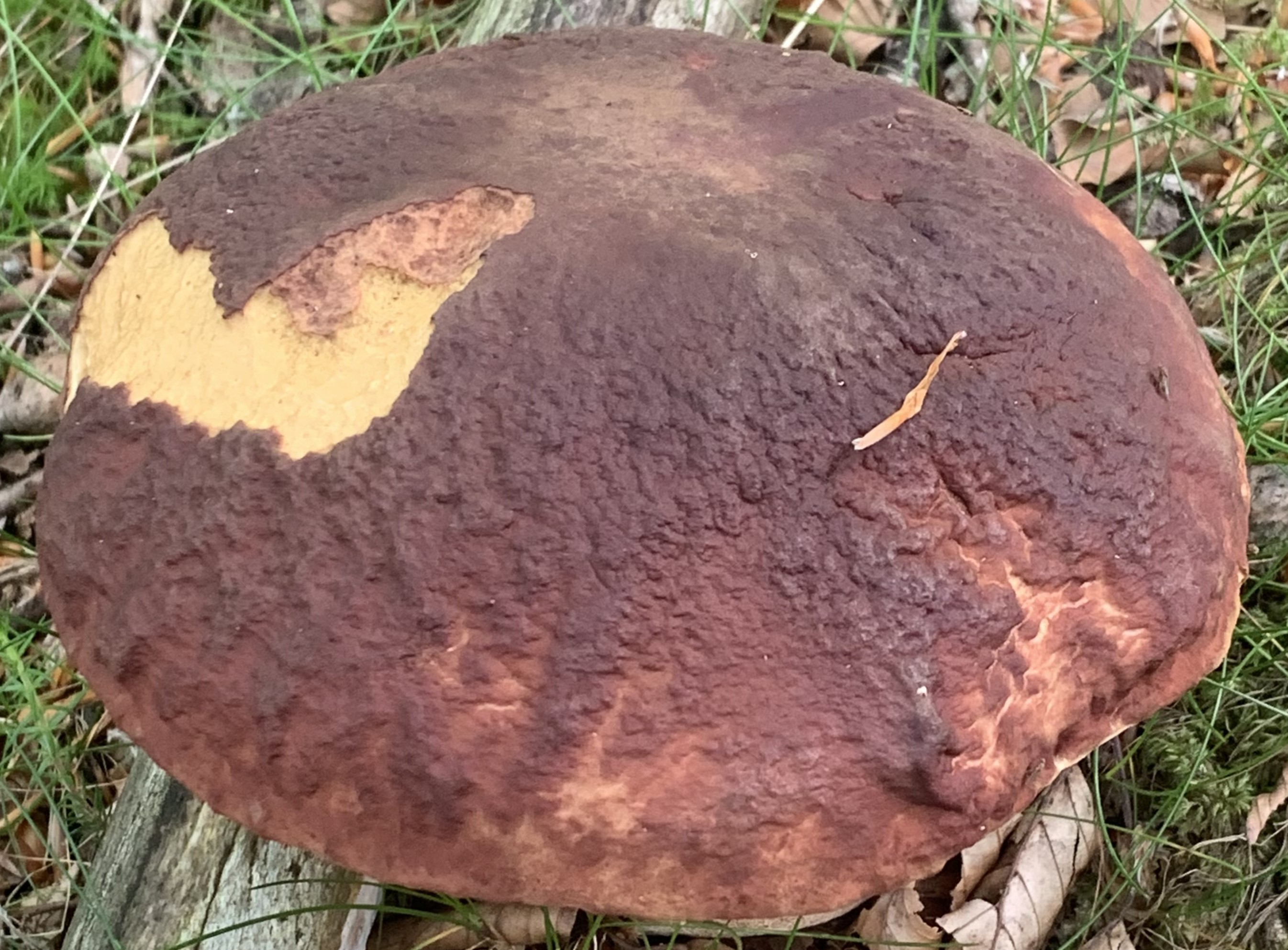
Chapeau à texture ridée-cabosseé, de couleur bordeaux à acajou.
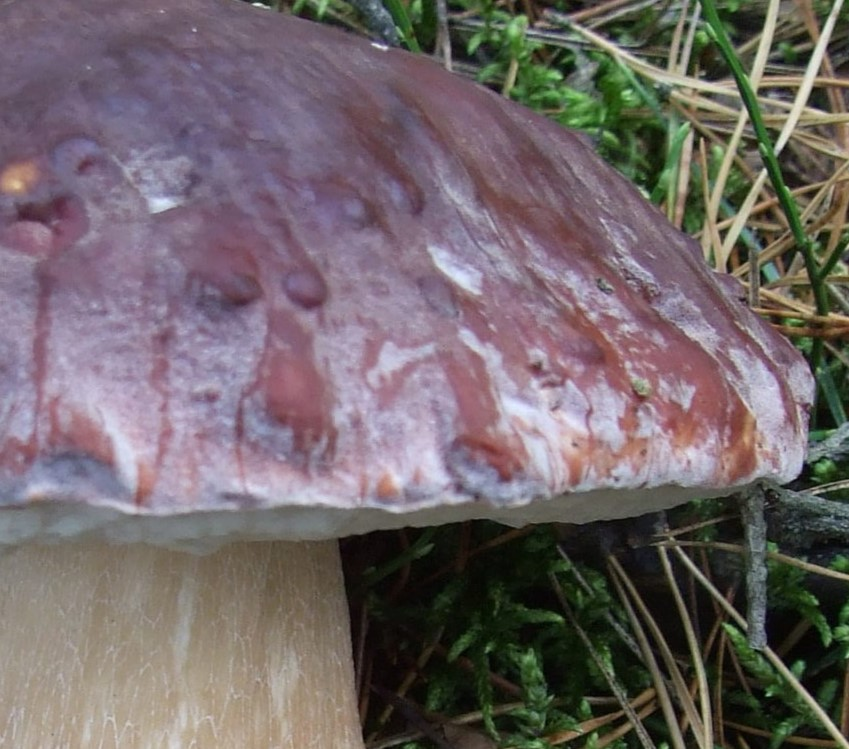
Chapeau souvent couvert de pruine au bord, surtout dans la jeunesse.
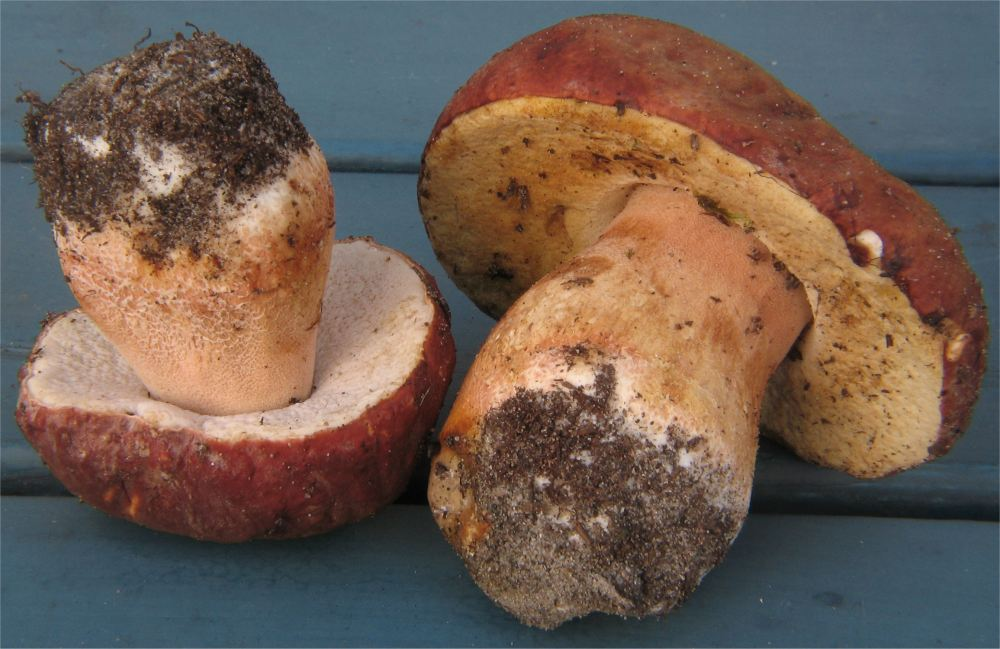
Pores d'abord blancs devenant jaunes puis olivâtres à maturité, comme les autres Cèpes.
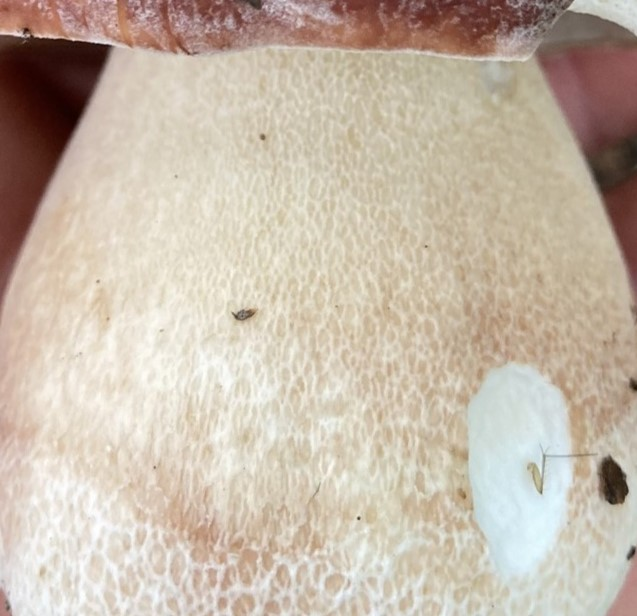
Réseau blanchâtre étendu ornant le pied.
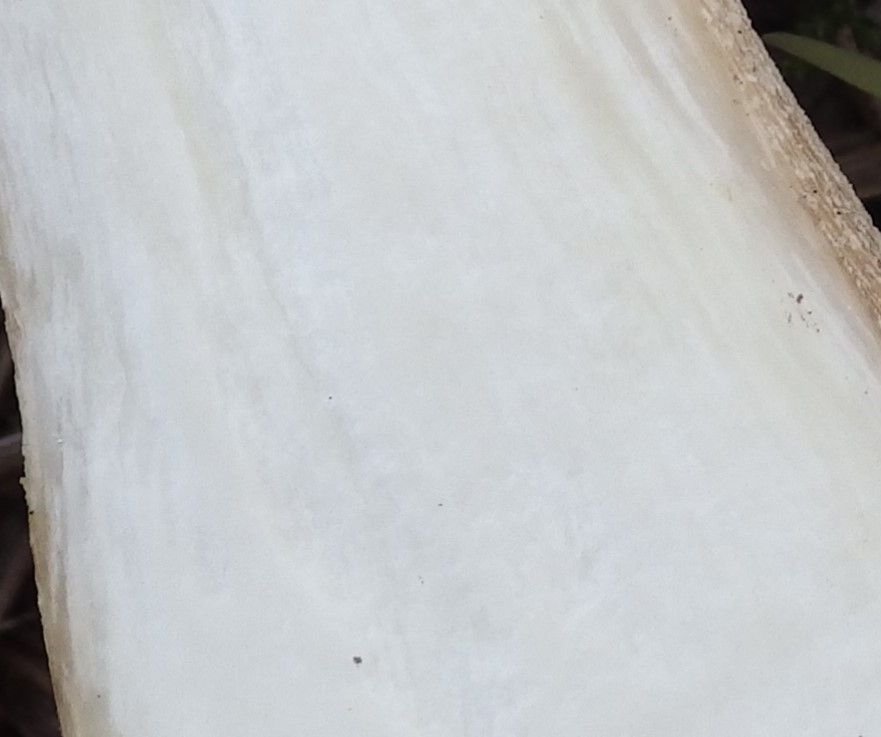
Chair blanche immuable, légèrement rosée sous la cuticule.

### Caractéristiques microscopiques
Ses spores mesurent 13 à 16,6 μm x 4,6 à 6 μm, elles sont allongées-fusoïdes. Le revêtement piléique est composé d'hyphes plus ou moins longuement articulées ou de chaînes de cylindrocystes à éléments terminaux mesurant jusqu'à 22 μm.

## Galerie

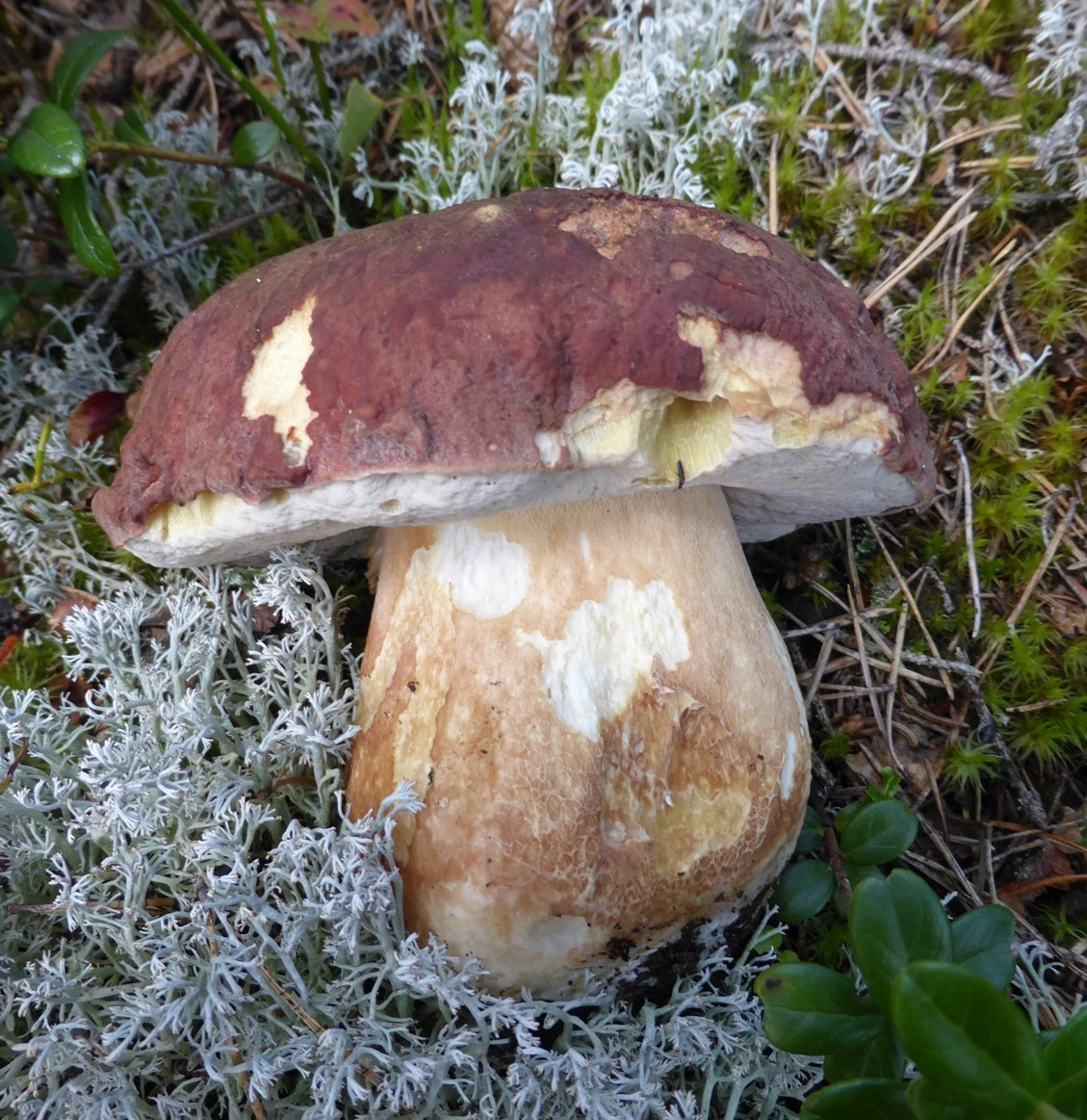
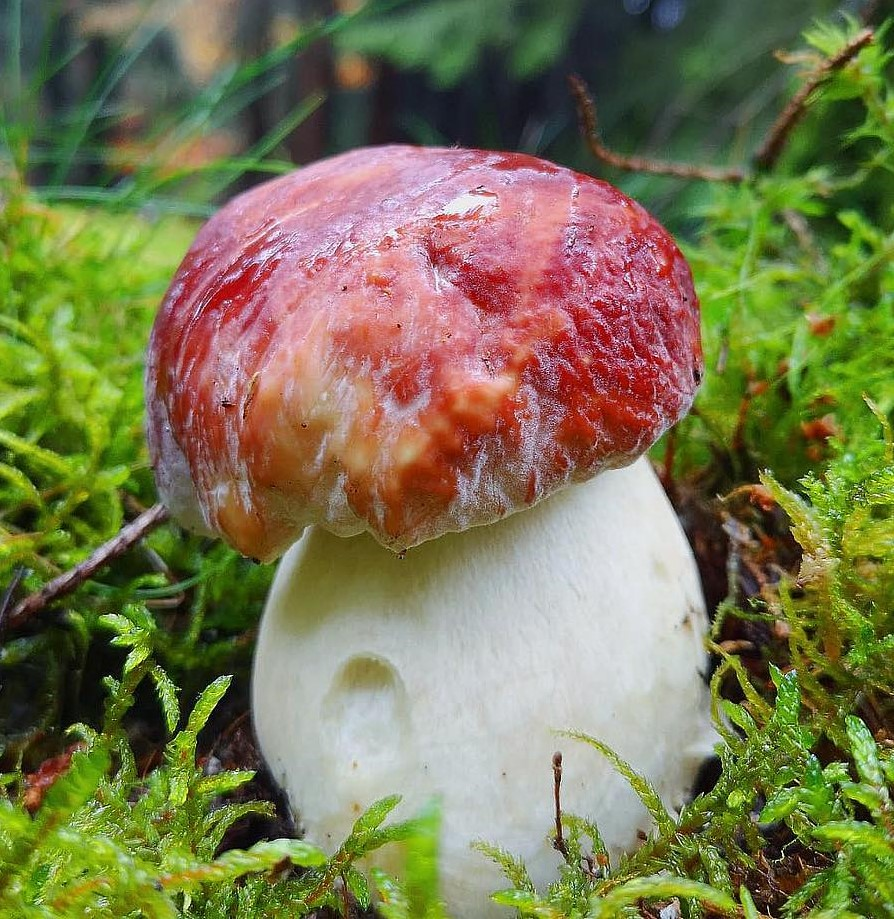
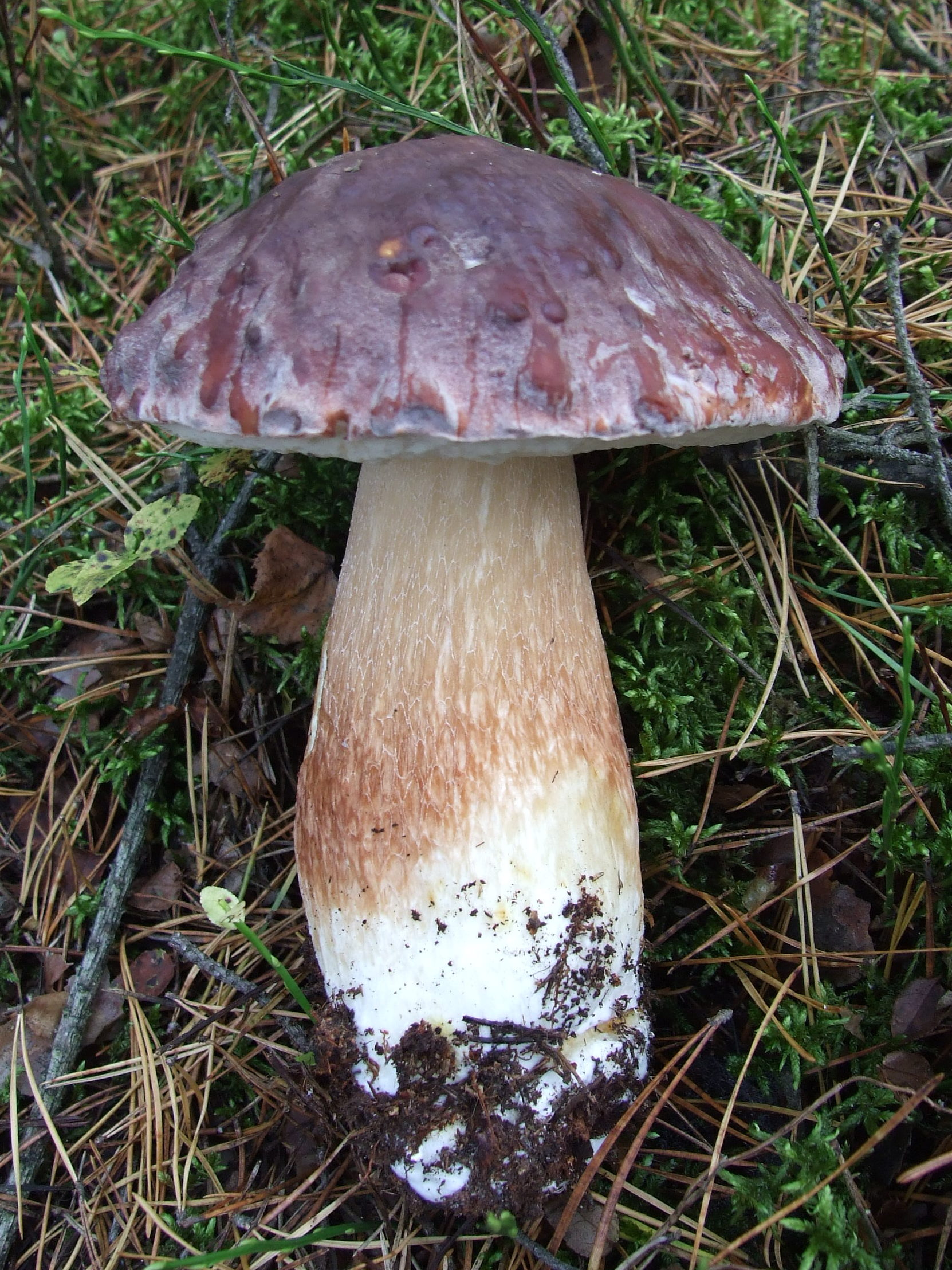
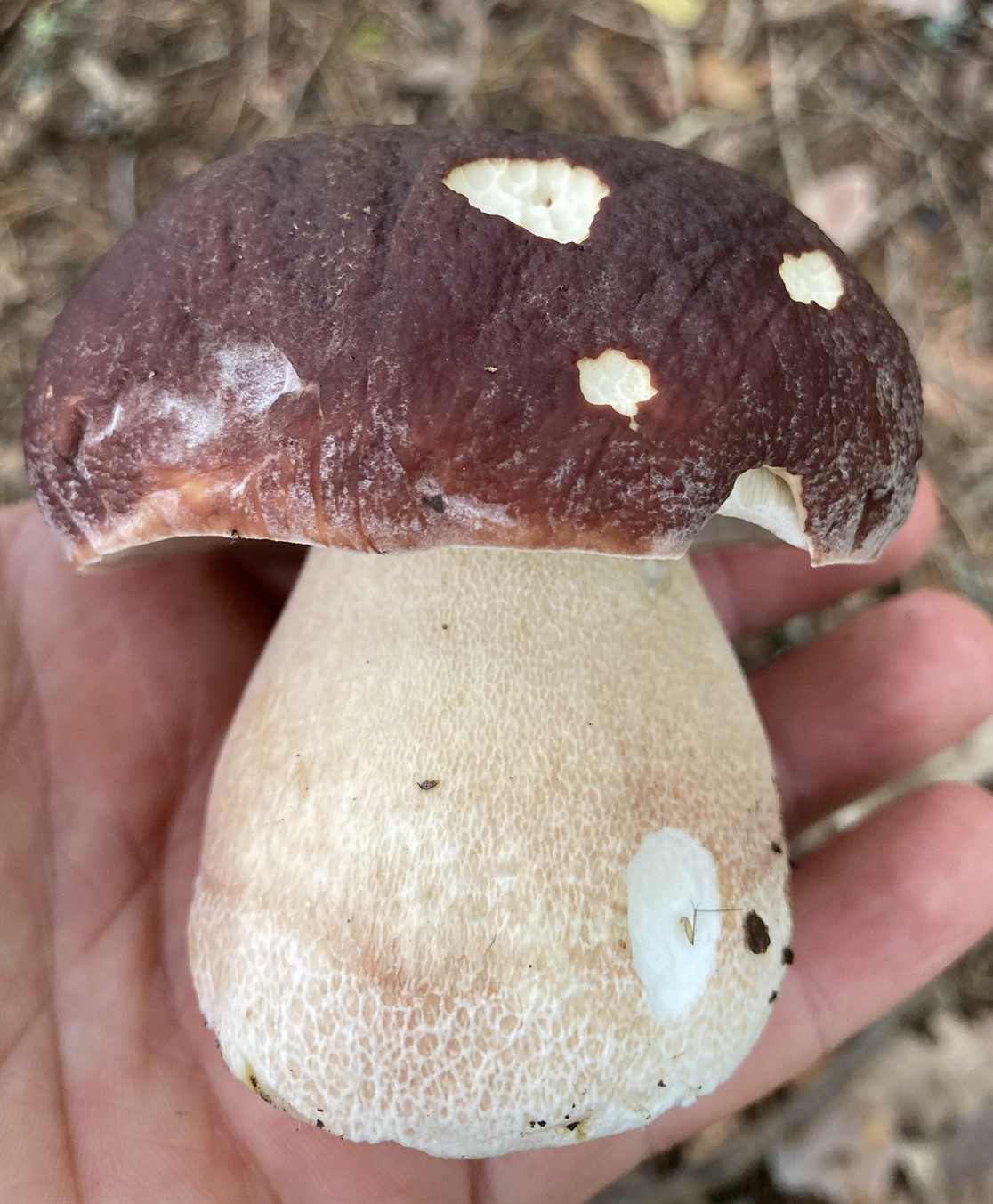
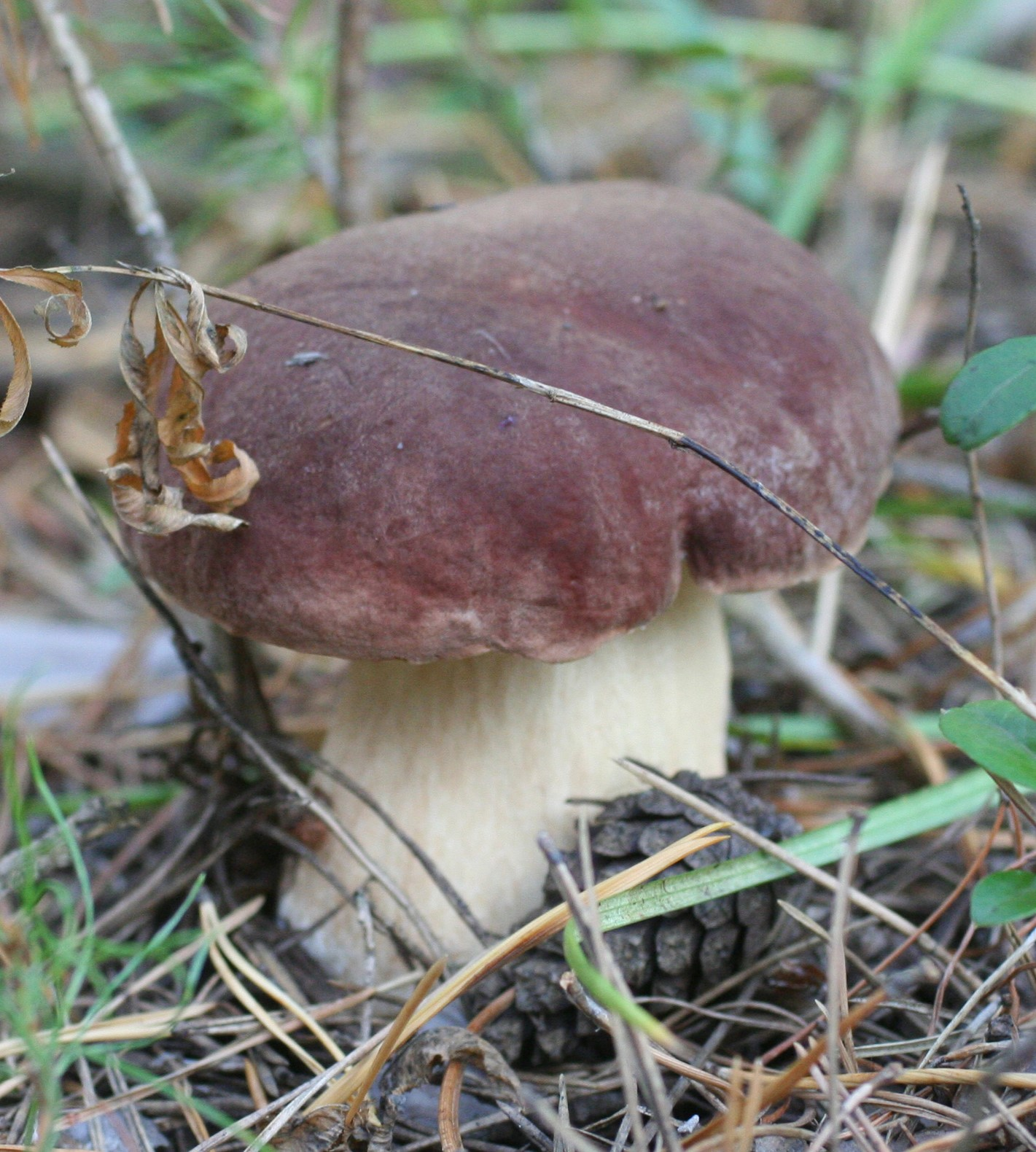
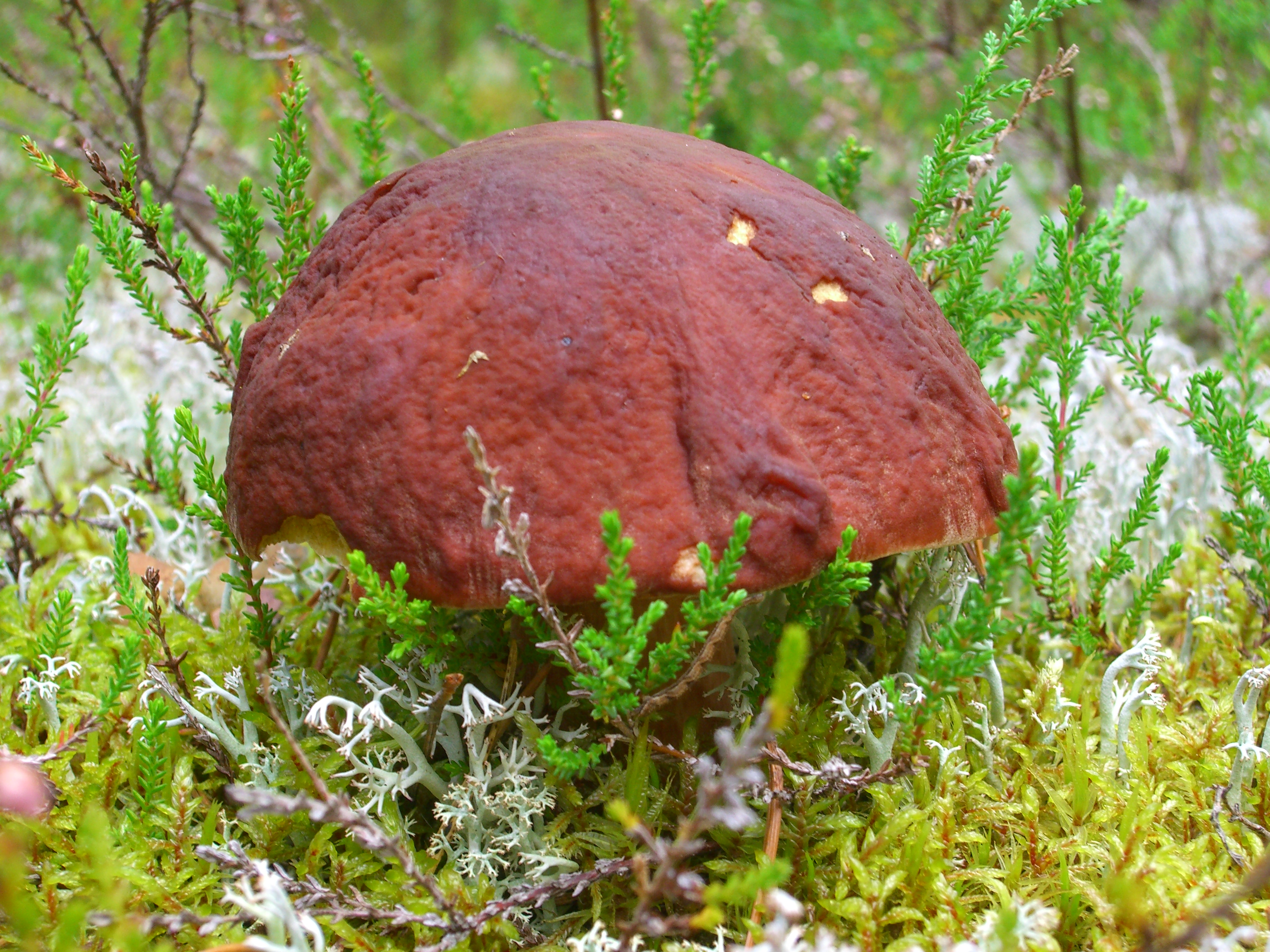
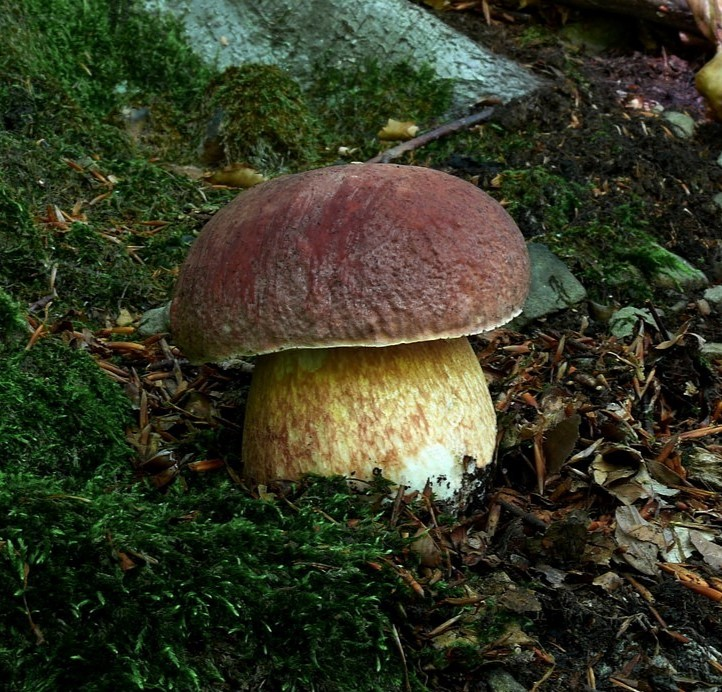
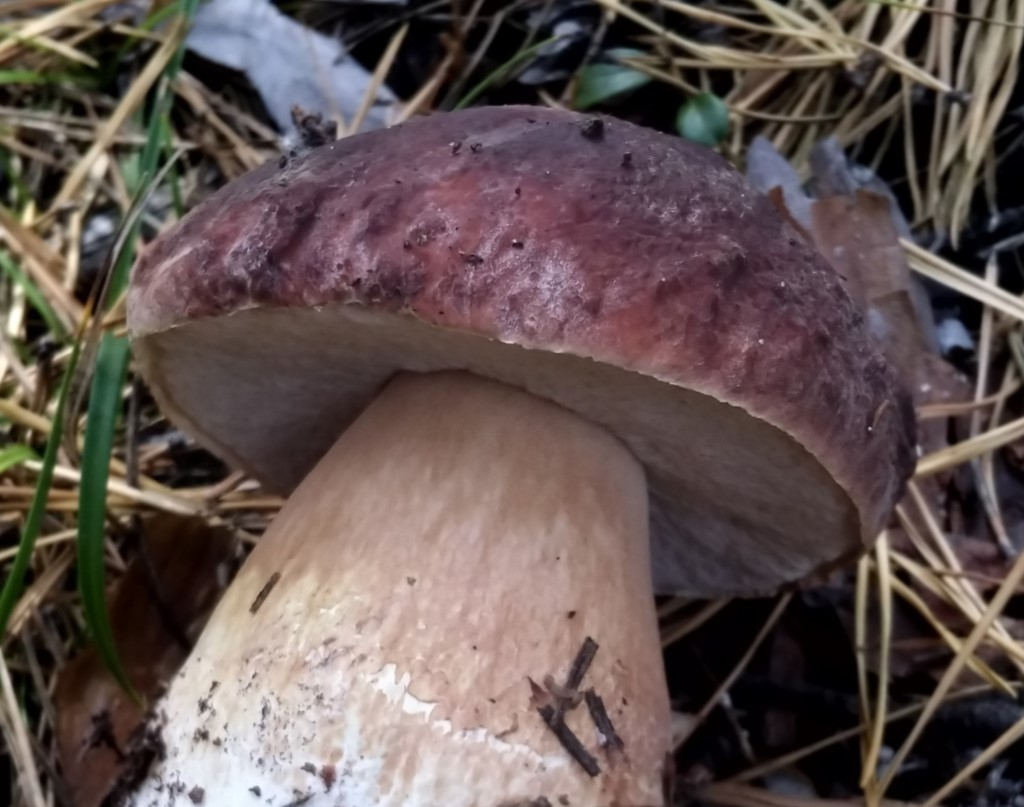
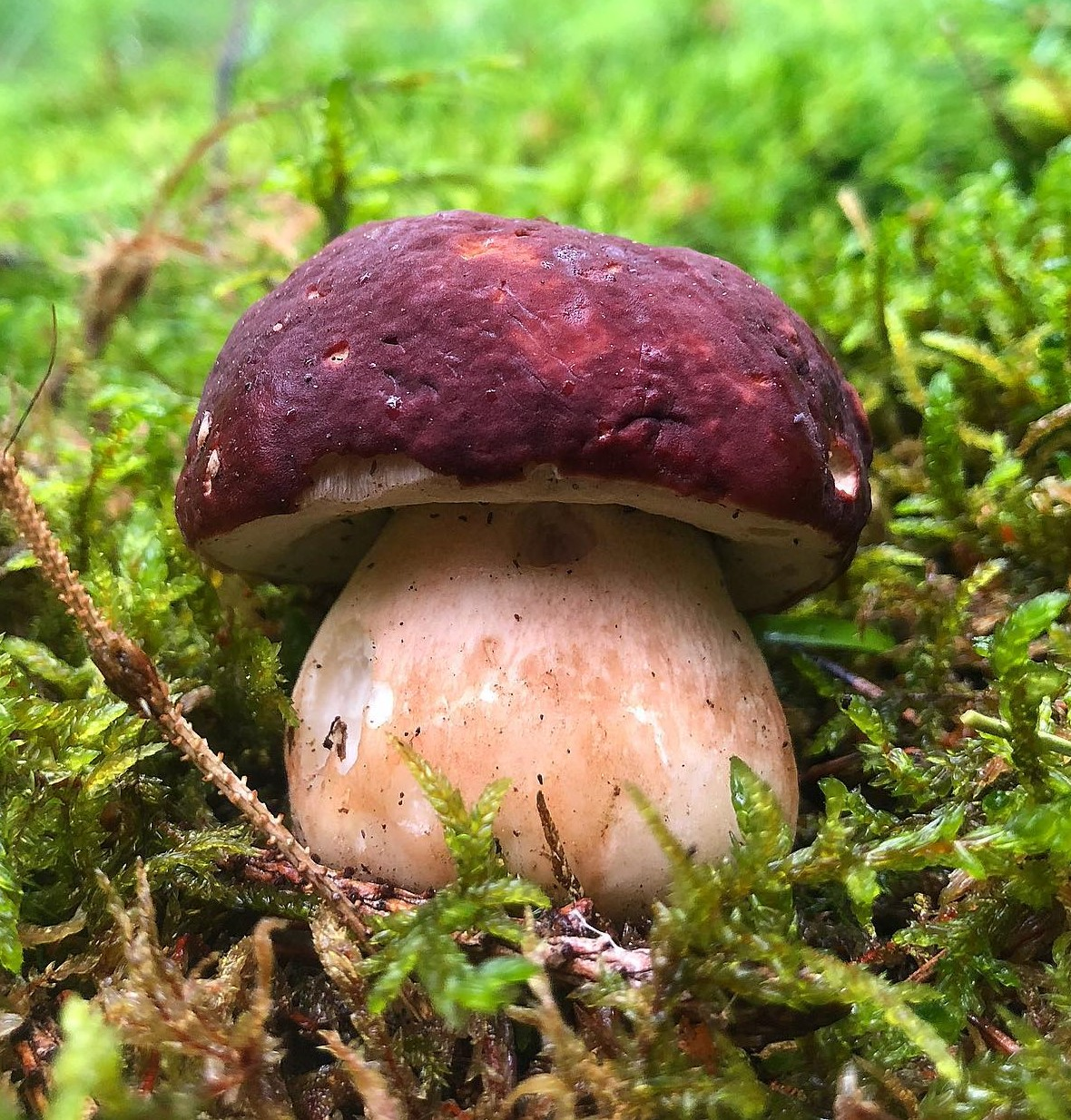
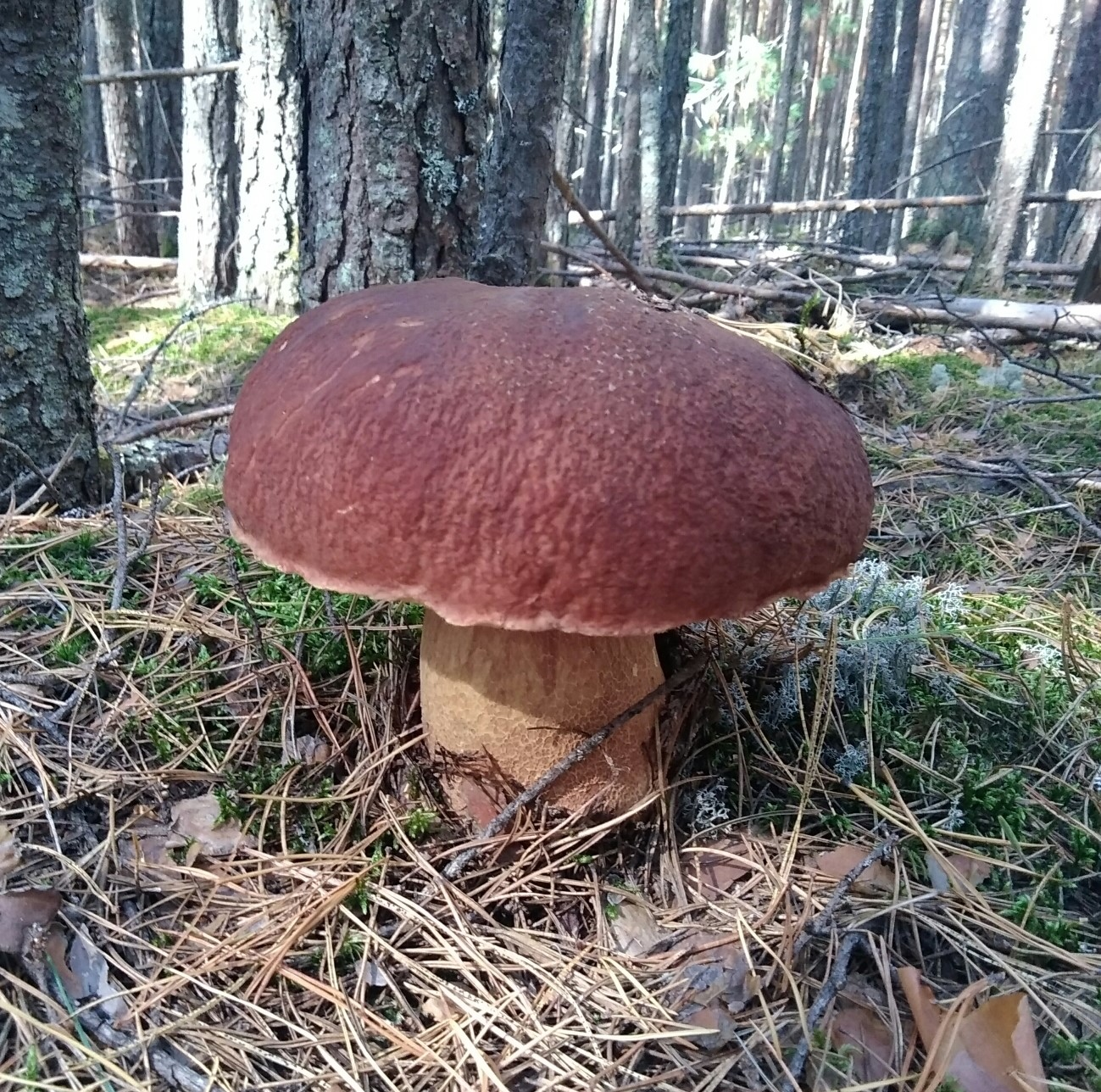
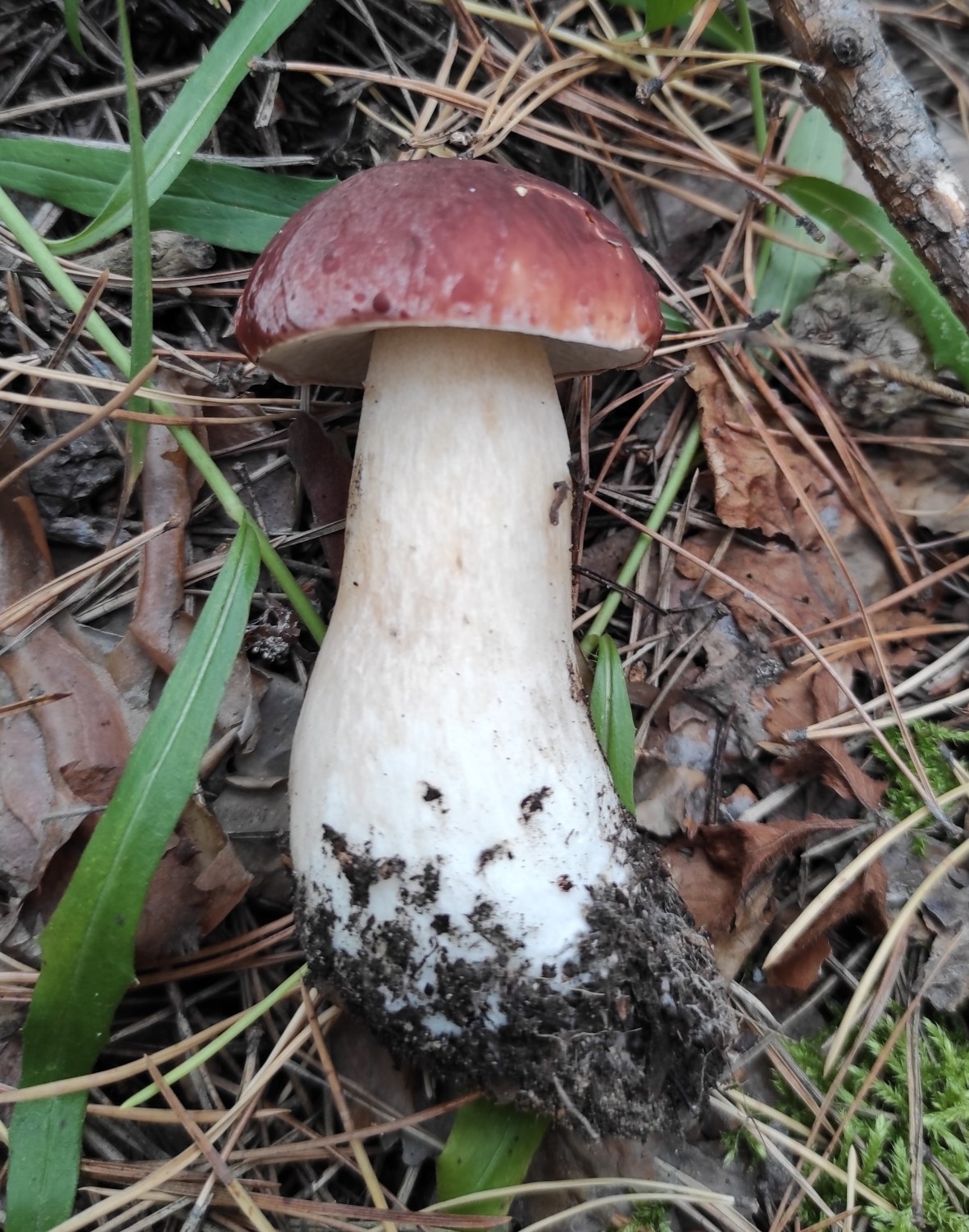
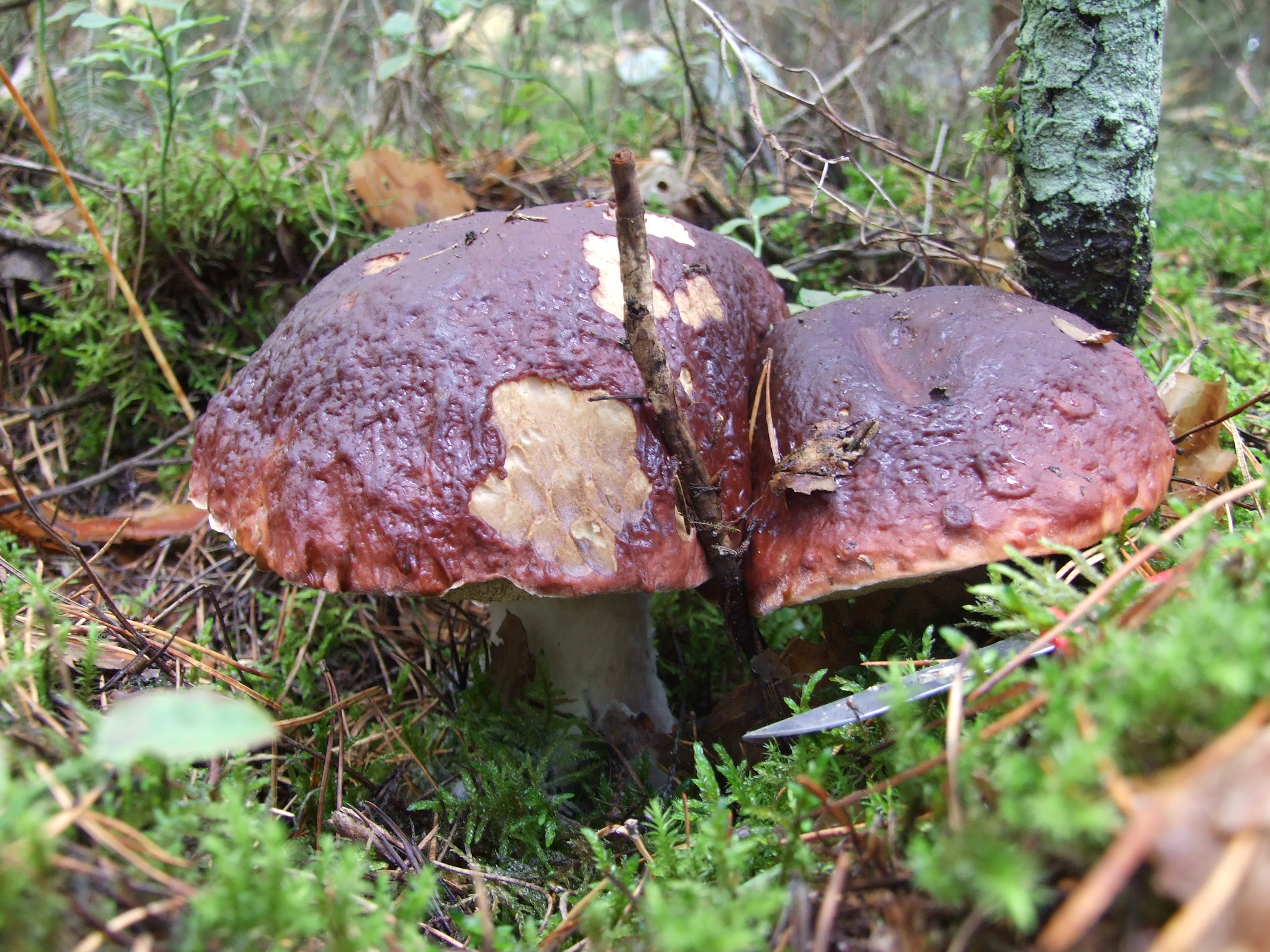
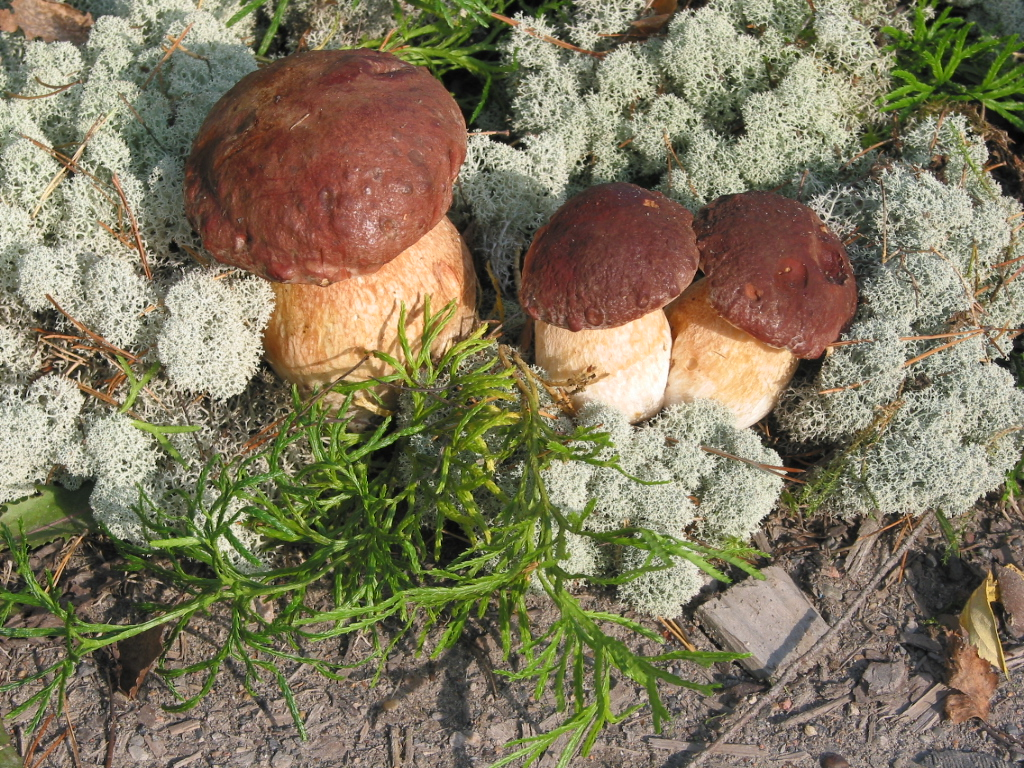
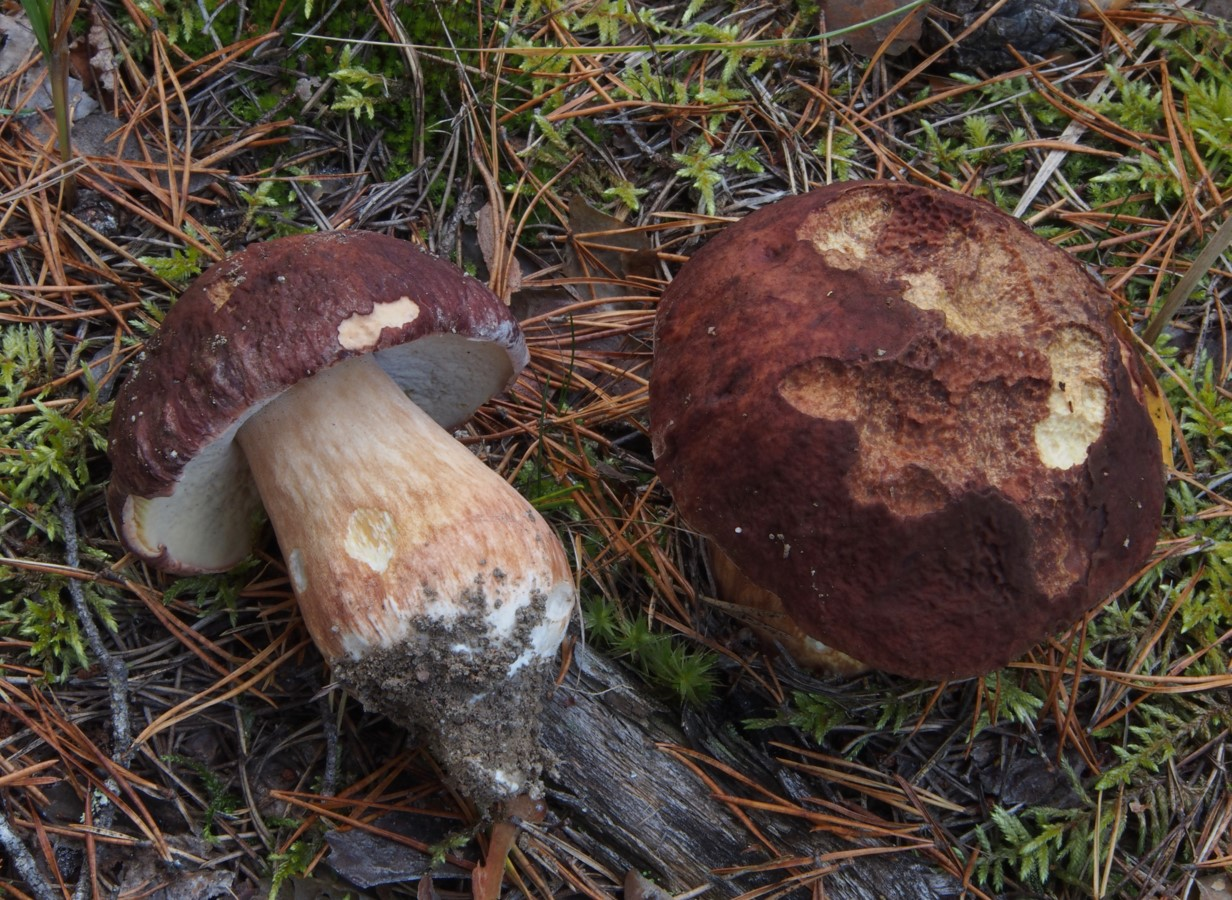
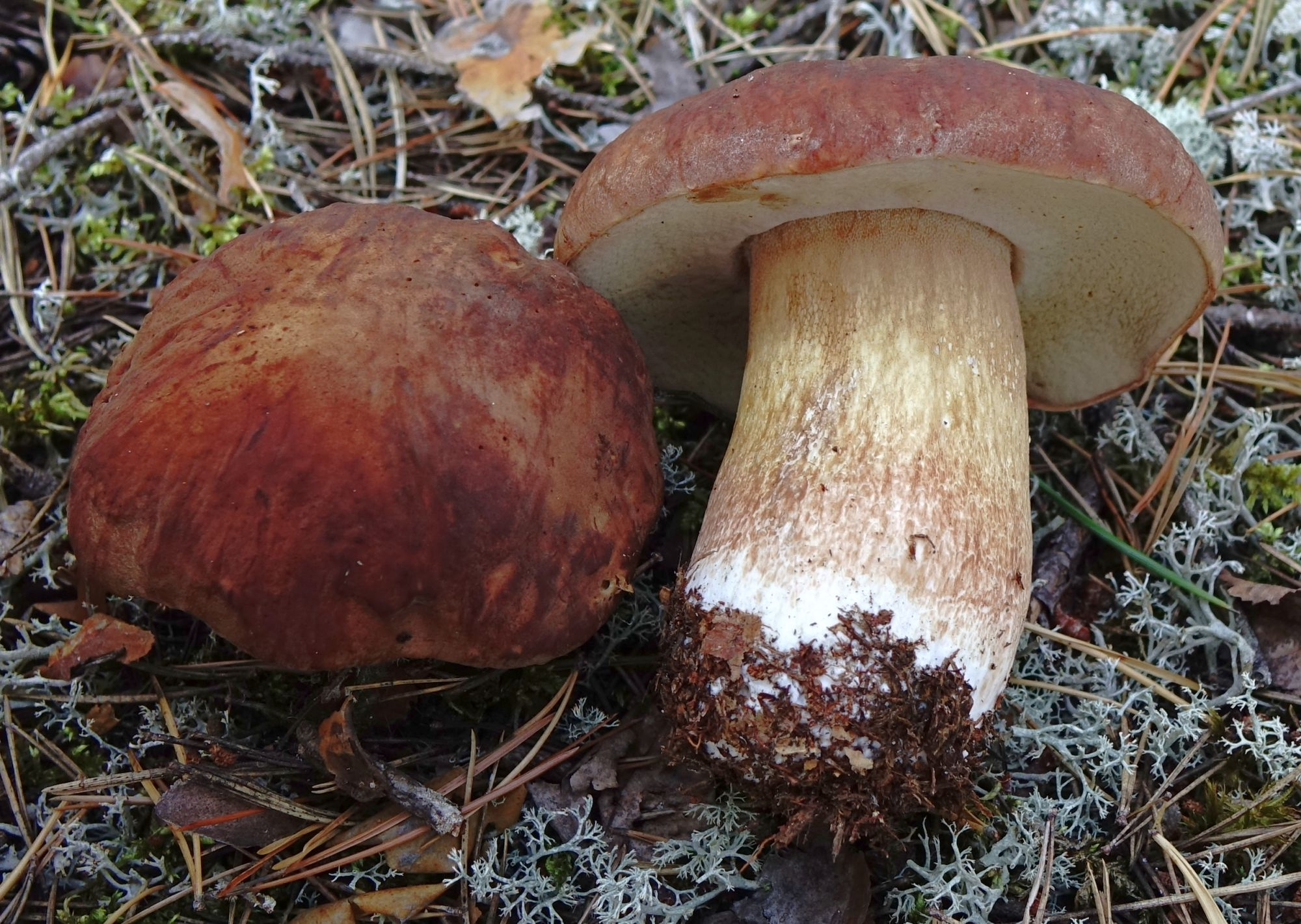
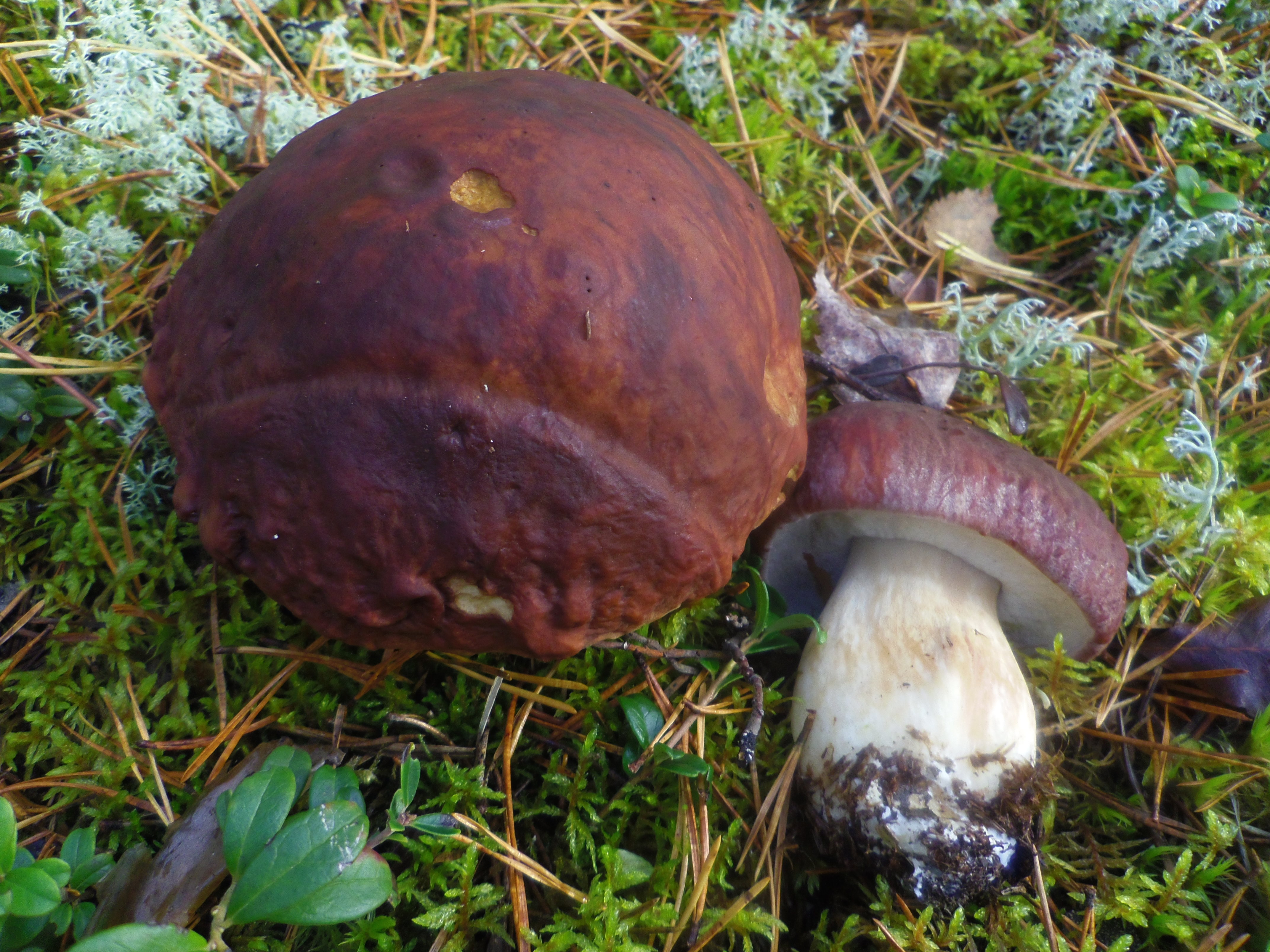
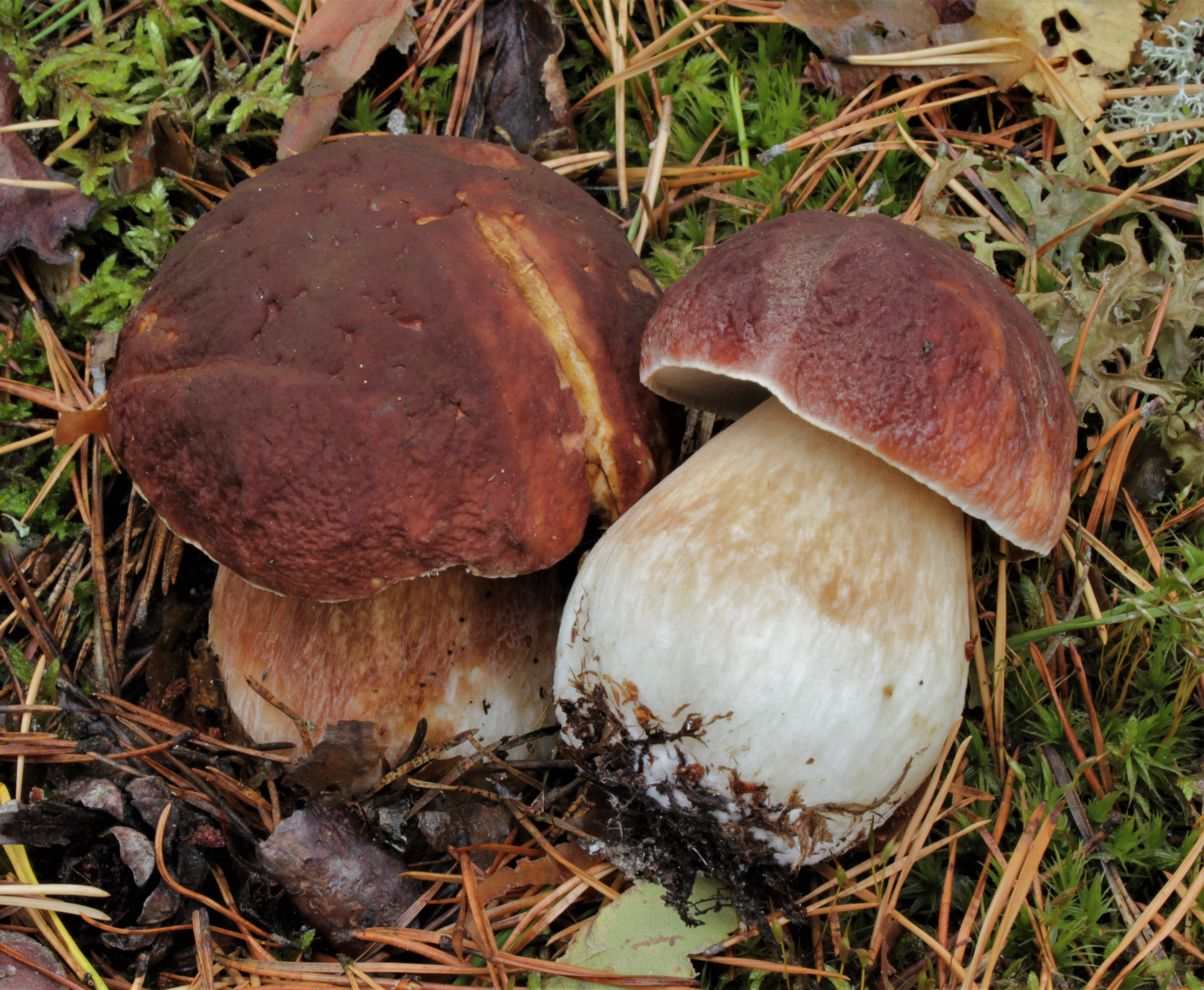

## Variétés et formes

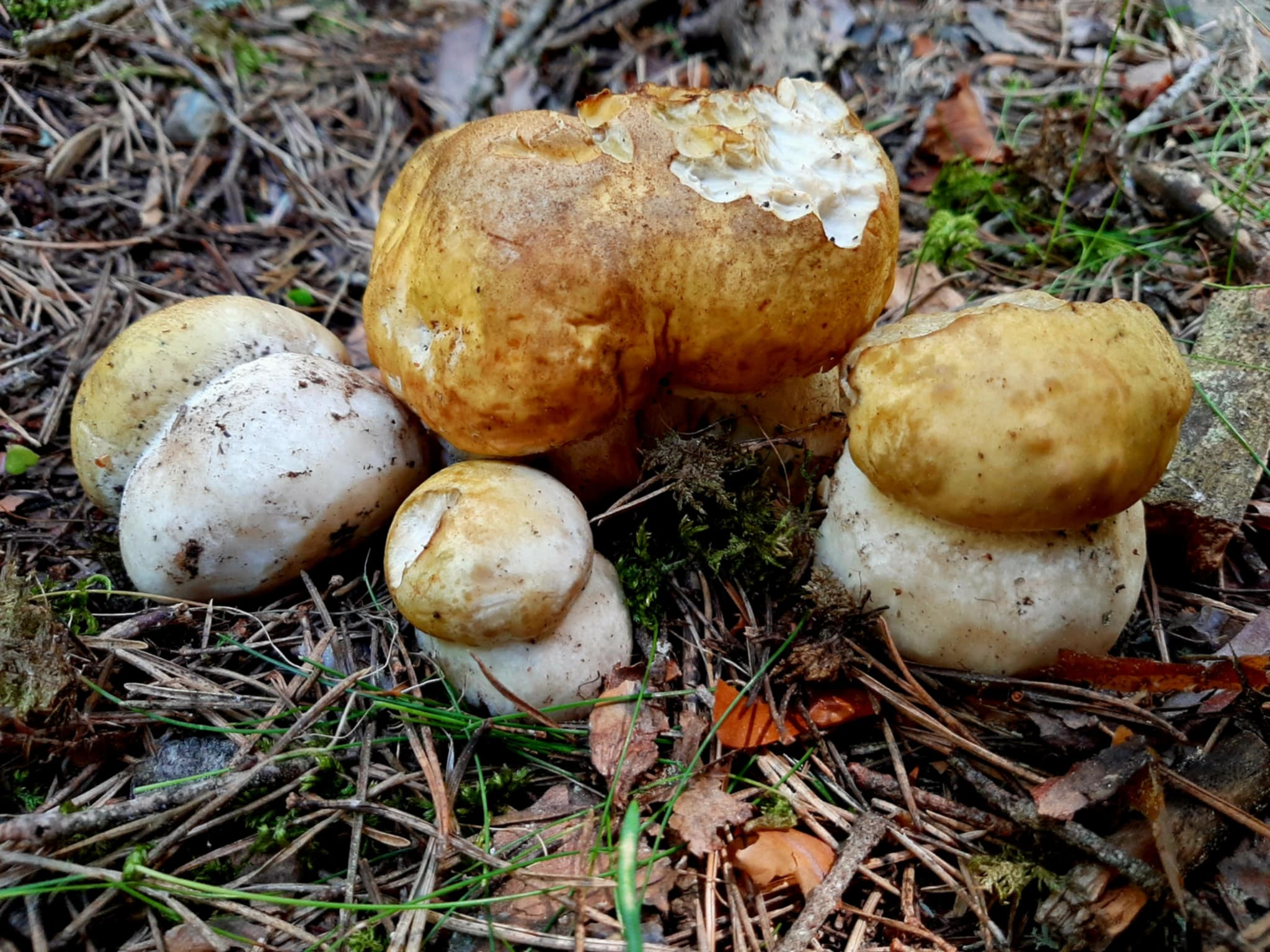
Forme à chapeau jaune.

- Boletus pinophilus f. fuscoruber, forme rouge fauve, pousse sous sapins et épicéas. Son chapeau est de couleur plus chaude[9], marron, brun rouge à grenat foncé, parfois à nuance pourprée ou violacée chez les jeunes, puis souvent plus sombre en vieillissant, plus brun de datte, bai, toujours assez uniforme. Stipe devenant brunâtre rougeâtre, avec un réseau bien développé et en relief, longtemps entièrement blanc à blanchâtre, enfin subconcolore au fond vers le bas. Revêtement piléique composé de chaînes de cylindrocystes ou de sphérocystes, à éléments terminaux multiformes mesurant jusqu'à 35 μm. Spores 12-15,7 x 4-5,5 μm[8].
- Boletus pinophilus var. viridicaerulescens, variété verdissante bleuissante, tubes et pores jaune vif, verdissant-bleuissant très nettement au toucher, laissant ensuite une teinte brunâtre roussâtre, qui peut aussi apparaître en surface avec l'âge. Chair blanche, plus ou moins verdissante-bleuissante sous les tubes. En montagne, sous résineux (Picea, Abies et Pinus uncinata, P. cembra) mêlés. Hyphes du revêtement piléique constituées d'éléments multiformes mesurant jusqu'à 35 μm. Spores 13-20 x 4,4-5,5 μm[8].
- B. pinophilus f. frondosophilus, forme décolorante, chapeau souvent plus brun foie à l'état jeune, avec teinte violette, puis entièrement taché de décolorations ochre-brun, avec les zones colorées restantes en brun orangé à cuivré. Réseau bien défini. Réagit en bleu au FeSO4 sur et dans la chair du pied. Dans les forêts de feuillus avec Fagus, souvent aux côtés de Sorbus torminalis[10].
- B. pinophilus possède aussi une forme à chapeau jaune ainsi qu'une forme à chapeau blanc, non décrites.

## Habitat et distribution

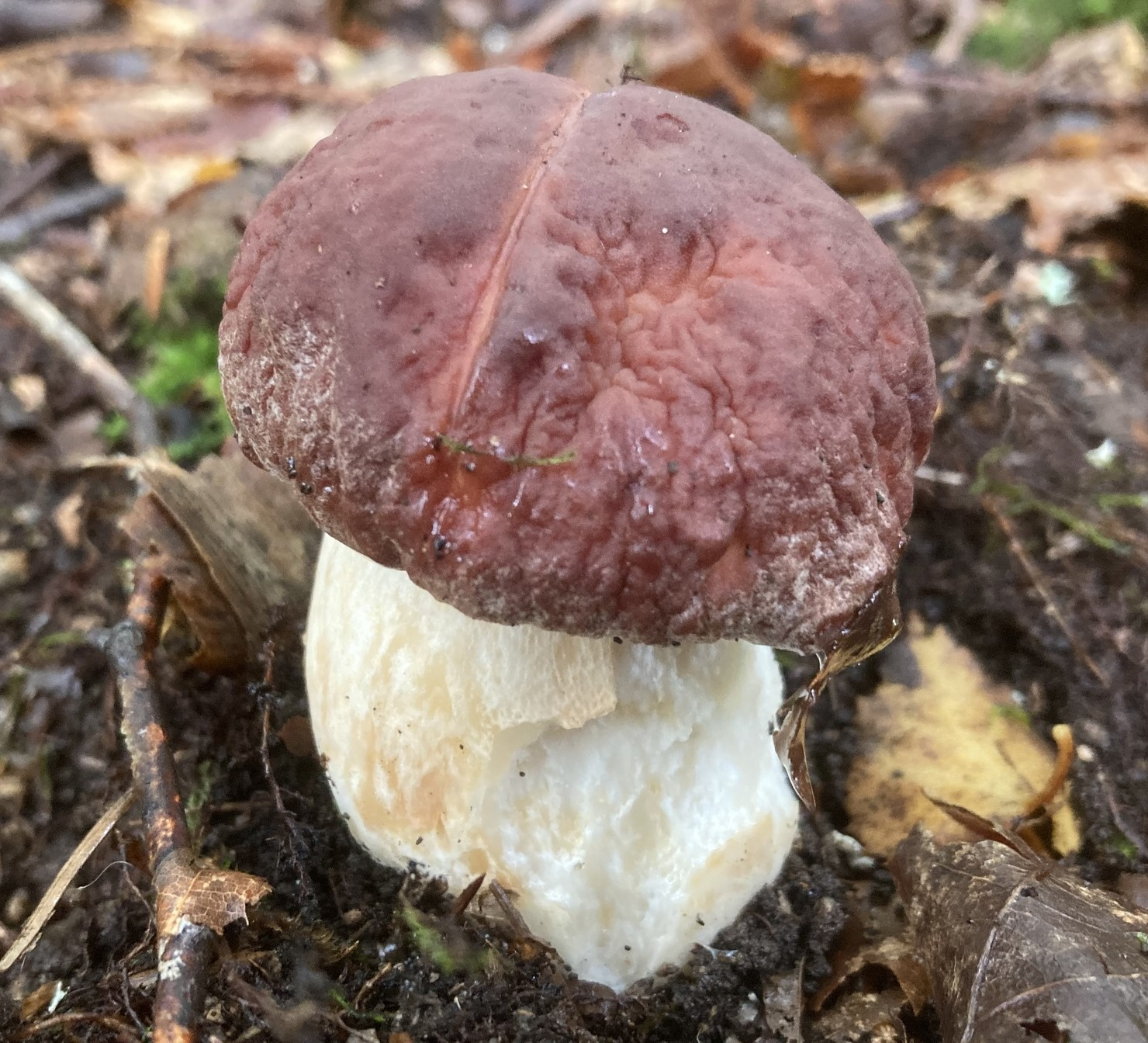
Jeune Cèpe des pins avec son chapeau bien ridé aux bords couverts de pruine poussant dans une forêt de hêtres en France, Corrèze.

C'est un champignon ectomycorhizien qui établit des symbioses avec les racines de nombreuses espèces d'arbres. Sa croissance est étroitement liée à la présence de conifères, en particulier de pins, et à la composition du sol. Il vit principalement dans les forêts de pins pures ou mixtes, où il est associé au pin sylvestre (Pinus sylvestris), à l'épicéa (Picea abies) et au sapin (Abies alba), sur terrain non calcaire. Cependant, on le trouve également dans les forêts mixtes de conifères et de feuillus, en particulier dans les mélanges avec le hêtre et le pin. Dans les régions alpines, il est également assez courant dans les forêts pures de hêtres (Fagus sylvatica) et de châtaigniers (Castanea sativa), fructifiant principalement en été et au début de l'automne dans les forêts de hêtres, tandis que dans les forêts de châtaigniers, il fructifie plus tard, à la fin de l'automne. Il n'est pas rare non plus de le trouver dans des forêts thermophiles où il n'y a que des chênes (surtout des chênes rouvres et des chênes verts) à la suite de fortes pluies et d'un temps froid en automne. Il préfère les sols acides ou faiblement acides, typiques des forêts de montagne, des subalpes et des zones sablonneuses. Il est plus fréquent dans les sols bien drainés et riches en humus, tandis qu'il évite les sols calcaires et argileux compacts. Il pousse souvent parmi des couches de mousse, en particulier dans les forêts de pins alpines et boréales, où le chapeau peut rester partiellement caché par le tapis de mousse.
Il fructifie à des températures fraîches ou froides, de préférence dans des périodes caractérisées par de fortes variations de température entre le jour et la nuit. Il est peut-être considéré comme un Cèpe amateur du froid car il peut apparaître plus tard que les autres espèces de Cèpes, ou même pendant les saisons où les températures chutent rapidement. Il se développe surtout au printemps et à l'automne, mais dans les milieux frais de montagne, il peut aussi fructifier pendant l'été, à condition que l'humidité soit suffisante. Sa croissance est particulièrement favorisée par de légers orages de grêle, qui génèrent un choc thermique brutal sans endommager le feuillage et le sous-bois, mais en provoquant une baisse de température idéale pour la fructification. Dans les Alpes du Nord, on peut également trouver cette espèce au milieu de l'été, dans les forêts composées uniquement d'épicéas ou de hêtres, à condition que le sol soit bien hydraté par de fréquents orages froids. Il peut également être trouvé dans des alpages de haute altitude, jusqu'à 2200-2600 mètres. Ils peut alors s'associer à des arbustes alpins tels que la myrtille, le saule nain, la busserole et d'autres espèces naines, ou à des sapins sporadiques qui, déformés par les intempéries, restent de petite taille. En Italie, il est plus commun entre 600 et 1 800 m au-dessus du niveau de la mer, avec une plus grande distribution dans les forêts de montagne et subalpines. On le trouve également à des altitudes plus basses dans le nord de l'Europe, où le climat plus froid lui permet de s'adapter à des zones moins élevées. Dans certaines régions, il pousse également dans les pinèdes côtières, à condition que les sols soient appropriés et le climat suffisamment humide. Il pousse de manière isolée ou en troupes, c'est-à-dire en petits groupes. En général, il pousse entre Juin et Novembre. Parmi les Cèpes, c'est celui qui pousse le plus vite, si les conditions climatiques sont particulièrement favorables. En France, c'est la moins commune des quatre espèces de Cèpes, totalement absente dans certains départements.

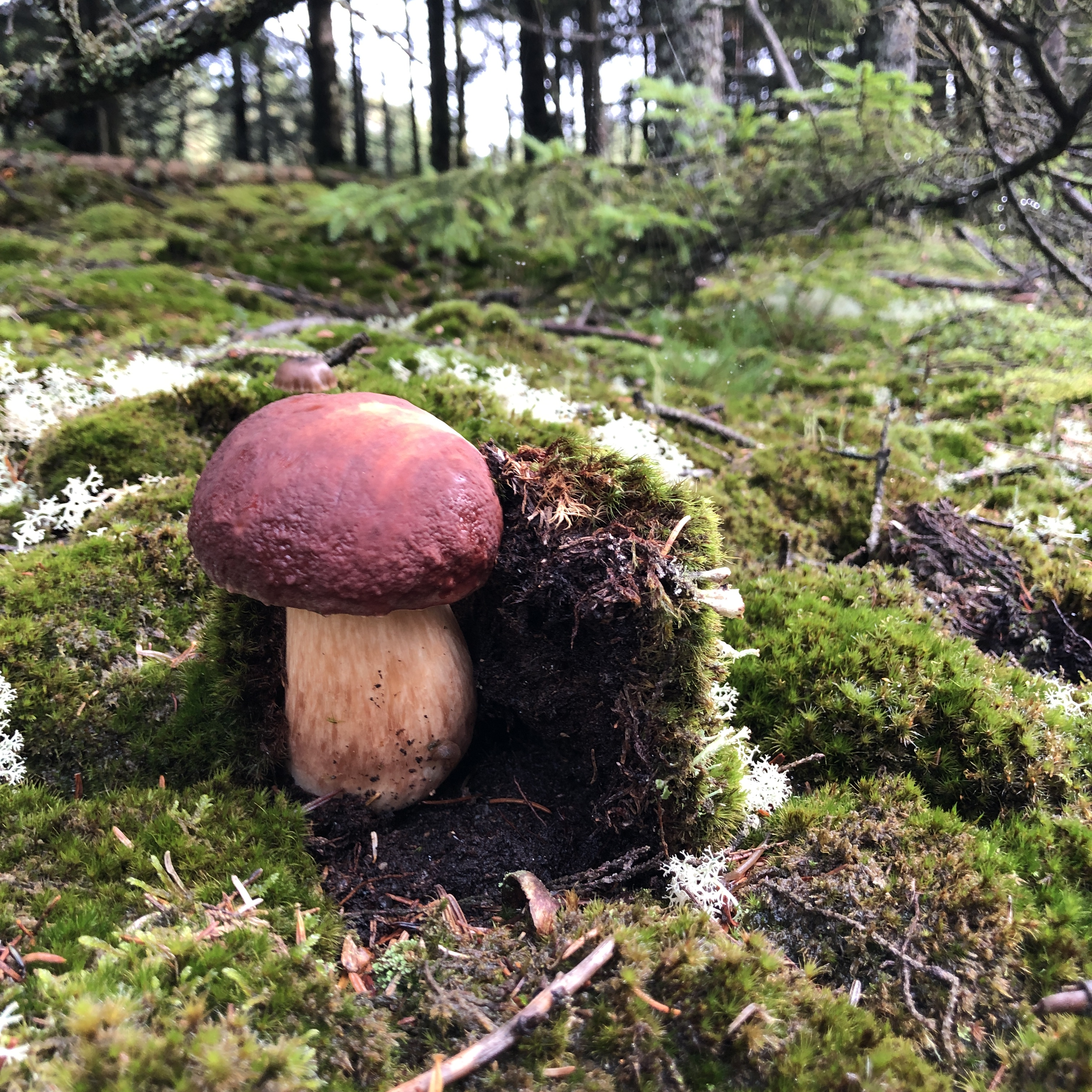
Cèpe des pins poussant dans la mousse au Danemark.

Il est répandu en Europe centrale et septentrionale, avec une présence plus importante dans les forêts de pins boréales et les forêts de montagne. Le Cèpe des pins est commun en Scandinavie, dans les pays baltes, en Allemagne, en Pologne et dans les régions alpines, où on le trouve fréquemment dans les forêts de pins, parmi d'épaisses couches de mousse d'où émergent à peine les sommets des chapeaux. En Italie, il est particulièrement répandu dans le nord, avec une présence significative dans les Alpes et les Préalpes occidentales, y compris les Alpes maritimes et les Apennins ligures. Sa distribution s'étend jusqu'aux Apennins septentrionaux, en particulier dans la zone frontalière entre la Ligurie, la Toscane et l'Émilie-Romagne. Il est également bien représenté dans les régions du Trentin-Haut-Adige, de la Vénétie et du Frioul-Vénétie Julienne. Dans le centre de l'Italie, il est plus rare, tandis que dans le sud, il est presque absent, à l'exception de certaines zones montagneuses particulières qui offrent des conditions climatiques et pédologiques favorables, comme Sila (Calabre) et l'Etna (Sicile). Le Cèpe des pins se rencontre également dans les pays suivants : Allemagne, Andorre, Autriche, Belgique, Bulgarie, Danemark, Espagne, Estonie, Finlande, France, Irlande, Italie, Norvège, Pays-Bas, Royaume-Uni, République Tchèque, Russie, Serbie, Slovaquie, Slovénie, Suède.

## Statut de conservation

### Régional
- Poitou-Charentes : classement de cette espèce en catégorie NT (Quasi menacée) au niveau régional[12].
- Franche-Comté : classement de cette espèce en catégorie VU (Vulnérable) au niveau régional[13].

## Comestibilité

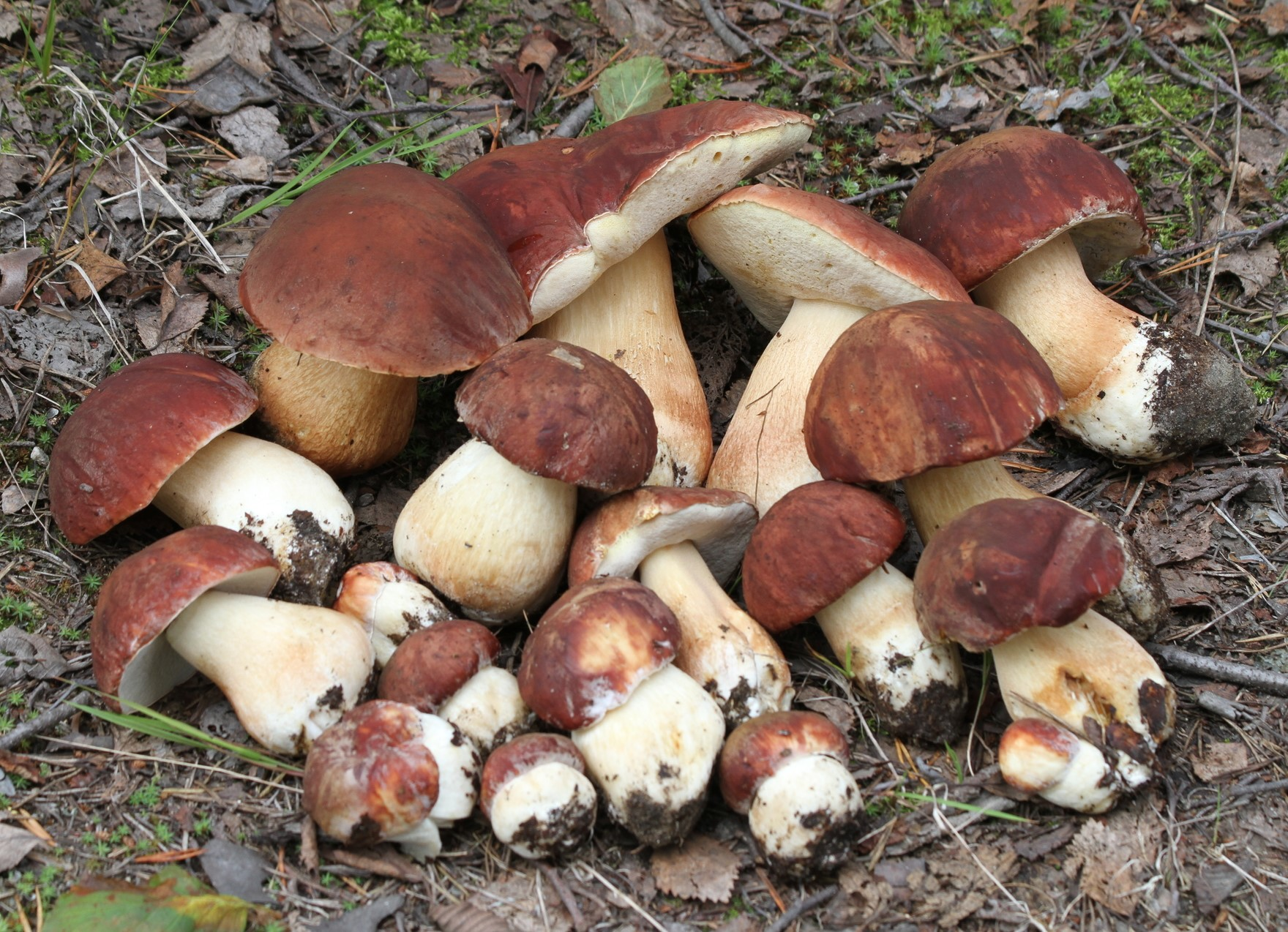
Récolte de sporophores de B. pinophilus en Russie.

Comme tous les Cèpes, le Cèpe des pins est un excellent comestible réputé , parfois considéré comme le meilleur des quatre Cèpes, se disputant la place avec B. aereus. Grâce à sa consistance ferme et compacte, il supporte mieux la cuisson que Boletus edulis, car il est moins mou et moins visqueux et se prête donc mieux à la conservation dans l'huile,. Il s'agit d'un aliment très apprécié, notamment dans les régions du sud de l'Europe (Portugal, Pays basque et Navarre en Espagne, France, Italie, Bulgarie et Serbie).

### Composition
Les sporophores frais de B. pinophilus contiennent jusqu'à 90 % d'eau et sont riches en hydrates de carbone. Les alcools insaturés sont une composante majeure de l'arôme des cèpes ; le 1-Octen-3-ol, le 2-octen-1-ol, le 3-Octanone, le (E)-2-octenal, l'oct-1-en-3-one et le 1,7,7-triméthyl-heptan-2-one, l'acide 2-propénoïque et le 1,3-octadiène sont les principaux composés volatiles de B. pinophilus. Il est également connu pour être un bioaccumulateur des métaux lourds que sont le mercure, le cadmium et le sélénium,. Pour réduire l'exposition, les autorités recommandent d'éviter les champignons provenant de zones polluées telles que celles situées à proximité de mines, de fonderies, de routes, d'incinérateurs, de sites d'élimination ou de sites particulièrement urbanisés ou anthropisés. En outre, par précaution, les pores du champignon devraient être retirés avant consommation car ils constituent la partie qui contient les concentrations les plus élevées de polluants.

## Confusions possibles

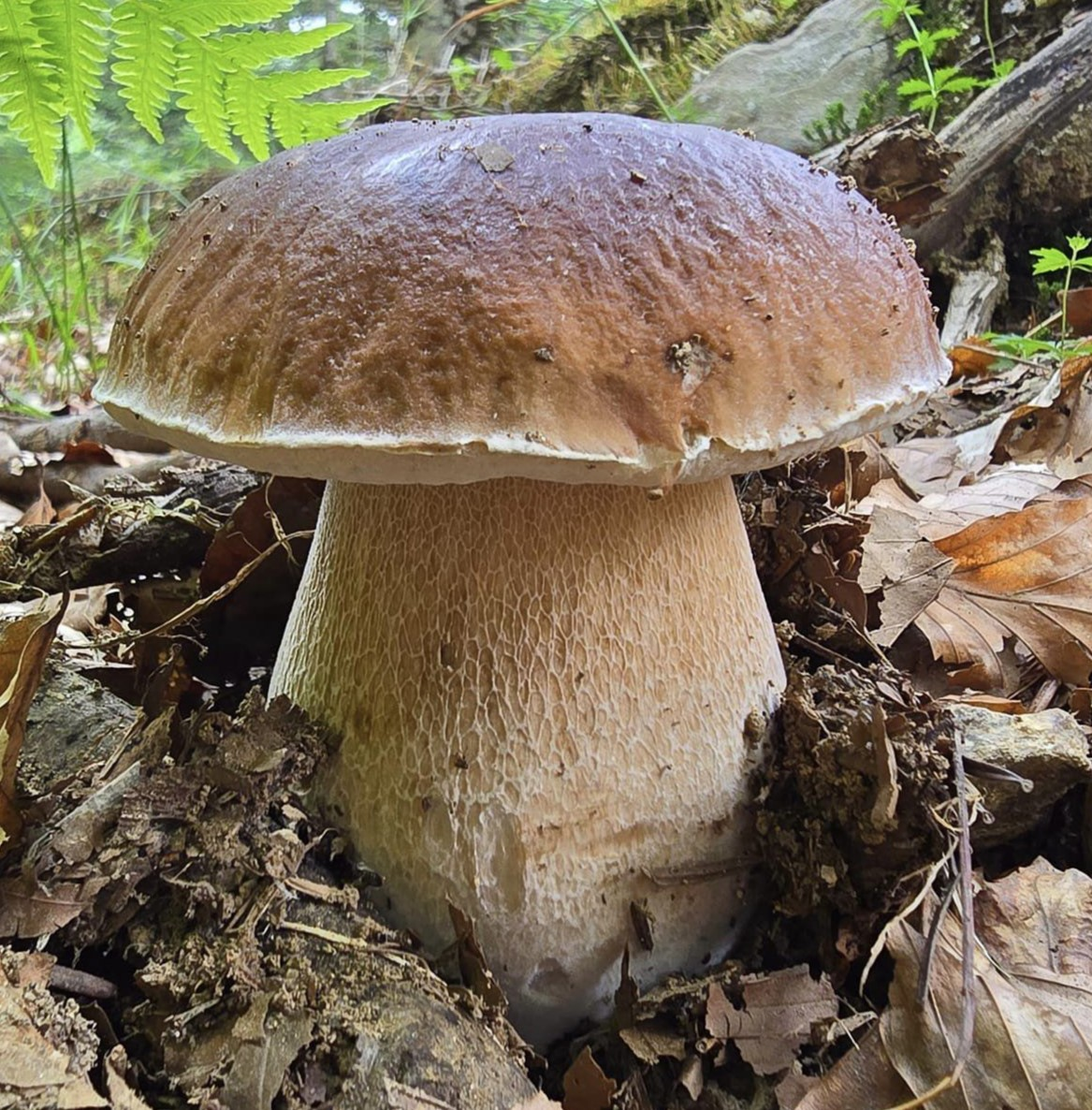
Le Cèpe de Bordeaux (Boletus edulis)

Le Cèpe des pins peut en somme être confondu avec d'autres Cèpes ou alors avec les espèces de bolets habituellement confondus avec les Cèpes en général, sans réel danger, qui sont les suivants :
- Le Cèpe de Bordeaux (Boletus edulis), qui n'est pas rare dans les même milieux que B. pinophilus, partageant ses préférences climatiques, cependant son chapeau n'est pas ridé-grumeleux, il est de couleur marron-brun puis plus pâle en descendant vers les bords, souvent avec une marge blanche à l'extrémité du chapeau, sans teintes rougesz. Sa chair rose sous-cuticulaire est souvent plus évidente et il pousse sous une beaucoup plus large gamme de feuillus. Comestible réputé.
- Le Cèpe bronzé (Boletus aereus), auquel B. pinophilus pourrait faire penser lorsqu'il prend des teintes sombres, Mais B. aereus est une espèce thermophile héliophile des feuillus de plaine alors que B. pinophilus est une espèce des milieux frais surtout montagnarde. Il est improbable de les trouver dans les mêmes habitats à la même saison. De plus, B. aereus n'a aucune teinte rouge/violette sur son chapeau noir bronzé, il n'est pas ridé et son pied est brun foncé, orné d'un réseau discret.
- Le Bolet amer (Tylopilus felleus), au pores blancs puis rosés avec l'âge, au réseau noir bien plus grand et grossier et à la saveur amère. Amer, non comestible, potentiellement émétique.
- Le Bolet châtain (Gyroporus castaneus), brun châtain, au pied lisse sans réseau et à l'intérieur caverneux. Comestible cuit, jeune, après évaluation approfondie de l'état de conservation.
- Le Bolet appendiculé (Butyriboletus appendiculatus), au chapeau brunâtre parfois un peu rougeâtre, aux pores jaunes bleuissants et au pied jaunâtre. Comestible réputé.
- Le Bolet des sapins (Butyriboletus subappendiculatus), très semblable au Bolet appendiculé, mais aux pores moins ou non bleuissants, au chapeau plus clair et venant en montagne sous conifères. Comestible.
- Le Bolet royal (Butyriboletus regius), pourrait faire penser à B. pinophilus lorsque son chapeau arbore des tons rose pâle se rapprochant des tons bordeaux du Cèpe des pins. Cependant, son chapeau reste tout de même beaucoup plus rose, orné de petites méchules plus sombres, ses pores sont jaunes dès les début et son pied est jaune beurre, il vient uniquement sous feuillus. Comestible.